# Sự kiện 30 tháng 4 năm 1975
Sự kiện 30 tháng 4 năm 1975 là sự kiện Quân Giải phóng miền Nam Việt Nam (QGPMNVN) tiến vào Sài Gòn, dẫn tới sự sụp đổ của Việt Nam Cộng hòa và chấm dứt chiến tranh Việt Nam.
Đầu năm 1975, Bộ Chính trị Ban Chấp hành Trung ương Đảng Lao Động Việt Nam và Bộ Tổng Tư lệnh Quân đội nhân dân Việt Nam phát động cuộc Tổng tiến công và nổi dậy mùa Xuân, đặt mục tiêu "giải phóng hoàn toàn miền Nam" trước khi mùa mưa bắt đầu. Diễn biến chiến dịch diễn ra nhanh hơn dự kiến, vượt ngoài nhận định ban đầu của các bên quan sát. Chỉ trong vòng chưa đầy hai tháng kể từ khi chiến dịch được khởi động, lực lượng QGPMNVN đã kiểm soát phần lớn lãnh thổ miền Nam.
Đầu tháng 4 năm 1975, năm cánh quân của QGPMNVN dưới sự chỉ huy trực tiếp của Đại tướng Văn Tiến Dũng bắt đầu tổng công kích vào Sài Gòn từ nhiều hướng. Lực lượng Quân lực Việt Nam Cộng hòa (QLVNCH) do Trung tướng Nguyễn Văn Toàn phụ trách tổ chức phòng thủ khu vực đô thị trọng yếu. Tuy nhiên, sau những thất bại liên tiếp trước đó và do tinh thần suy giảm, tuyến phòng thủ của QLVNCH nhanh chóng rạn nứt trước sức ép từ các mũi tấn công của QGPMNVN. Các đơn vị QLVNCH rút lui hoặc tan rã tại nhiều điểm, khiến các cánh quân của QGPMNVN nhanh chóng áp sát và tiến sâu vào nội đô. Ngày 30 tháng 4, binh sĩ QGPMNVN tiến vào Dinh Độc Lập và treo cờ của Mặt trận Dân tộc Giải phóng miền Nam Việt Nam lên nóc dinh. Trước tình hình đó, vào khoảng 11 giờ 30 phút, Tổng thống Dương Văn Minh, người vừa nhậm chức được hai ngày, đã tuyên bố đầu hàng vô điều kiện.
Trước khi QGPMNVN kiểm soát hoàn toàn nội đô Sài Gòn, hàng chục nghìn người dân cùng hàng nghìn công dân Hoa Kỳ và các nước đồng minh đã tập trung tại các điểm tập kết ở trung tâm thành phố nhằm tìm đường di tản. Trong bối cảnh đó, Chiến dịch Gió lốc do Hải quân và Thủy quân lục chiến Hoa Kỳ triển khai đã trở thành cuộc di tản bằng trực thăng lớn nhất lịch sử. Bên cạnh làn sóng người di tản ra nước ngoài, sau ngày 30 tháng 4, chính quyền mới ban hành các chính sách xã hội nhằm tái tổ chức dân cư Sài Gòn. Một bộ phận cư dân được khuyến khích hoặc tổ chức di chuyển về nông thôn và các khu kinh tế mới, khiến dân số thành phố giảm mạnh trong những năm đầu sau chiến tranh.
Sự kiện 30 tháng 4 không chỉ chấm dứt gần ba thập kỷ xung đột mà còn mở ra thời kỳ chuyển tiếp, khi miền Nam Việt Nam đặt dưới sự quản lý của Chính phủ Cách mạng lâm thời Cộng hòa miền Nam Việt Nam. Năm 1976, hai miền chính thức thống nhất thành nước Cộng hòa Xã hội Chủ nghĩa Việt Nam, đồng thời Sài Gòn được đổi tên thành Thành phố Hồ Chí Minh nhằm vinh danh cố Chủ tịch Việt Nam Dân chủ Cộng hòa Hồ Chí Minh.

## Tên gọi
Do sự khác biệt sâu sắc về lập trường chính trị và bối cảnh lịch sử, sự kiện này được gọi bằng nhiều tên gọi khác nhau tùy theo quan điểm của từng bên. Chính phủ Việt Nam và Đảng Cộng sản Việt Nam gọi sự kiện ngày 30 tháng 4 là "Ngày giải phóng miền Nam, thống nhất đất nước", hoặc đơn giản là "Ngày giải phóng" hay "Ngày thống nhất".
Đối với cộng đồng người Việt chống cộng tại hải ngoại, đặc biệt là những người từng phục vụ cho chính quyền Việt Nam Cộng hòa trước năm 1975, ngày này được gọi là "Tháng Tư Đen", "Ngày Quốc hận", "Ngày Quốc nhục" hoặc "Ngày mất nước". Còn trong các sách báo phương Tây thì sự kiện này thường được gọi là "Sài Gòn thất thủ" (Fall of Saigon).

## Bối cảnh

### Sự sụp đổ dây chuyền của QLVNCH

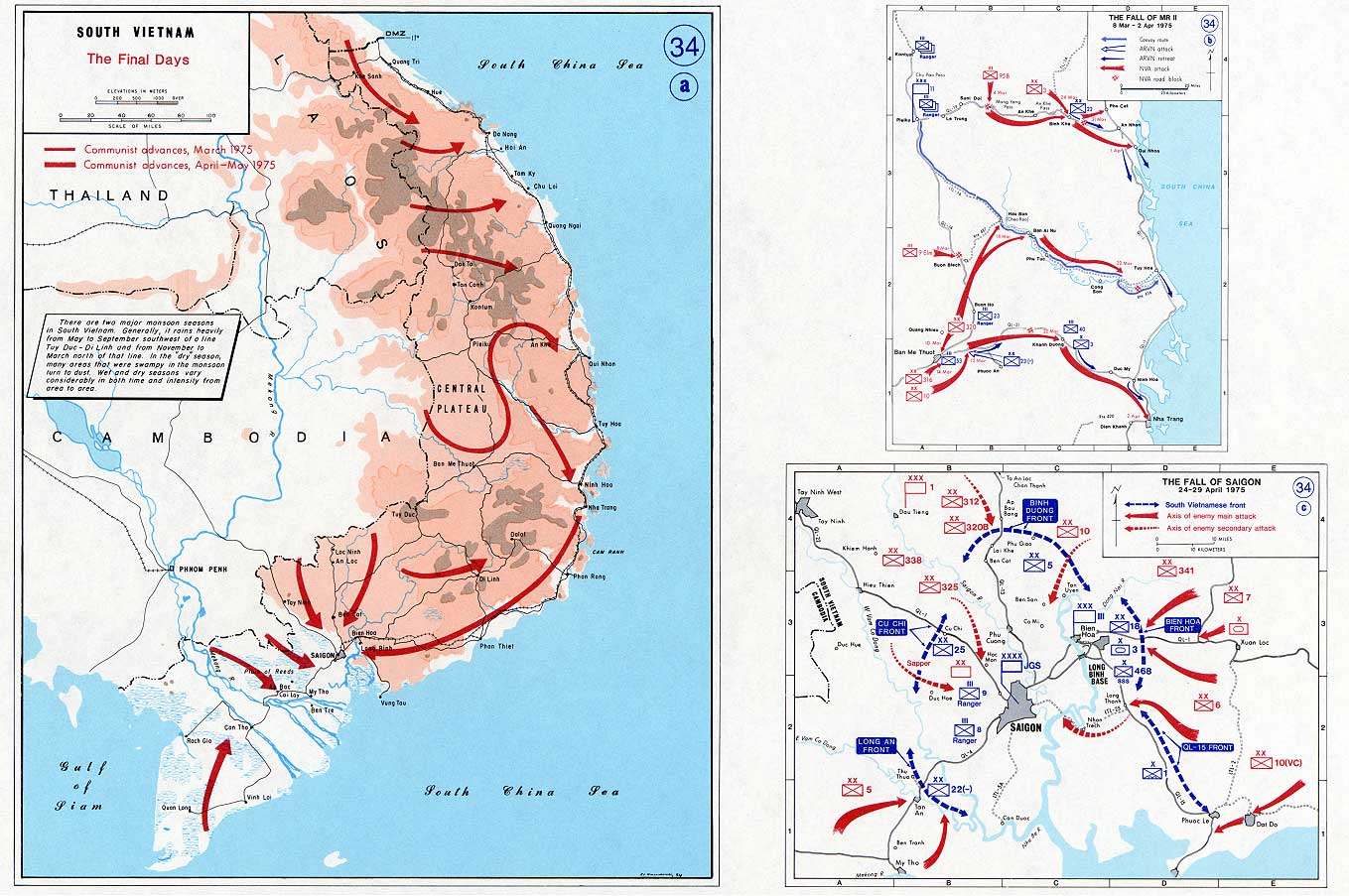
Tình hình quân sự và hoạt động của hai bên tại miền Nam Việt Nam trước ngày 30 tháng 4 năm 1975; góc trên bên phải thể hiện khu vực từ Đà Nẵng đến Nha Trang, còn góc dưới bên phải thể hiện khu vực vùng thủ đô Sài Gòn.

Tốc độ sụp đổ và mức độ sụp đổ của miền Nam Việt Nam vào năm 1975 không chỉ vượt ngoài dự liệu của các quan sát viên Hoa Kỳ và Việt Nam Cộng hòa, mà còn khiến cả giới chức Việt Nam Dân chủ Cộng hòa cùng các đồng minh của họ hoàn toàn bất ngờ. Một bức giác thư do Cơ quan Tình báo Trung ương Hoa Kỳ (CIA) và Cục Tình báo Lục quân Hoa Kỳ soạn thảo, công bố vào ngày 5 tháng 3, từng nhận định rằng chính quyền Sài Gòn ít nhất có thể trụ vững cho đến hết mùa khô – tức qua Tết Dương lịch năm 1976. Tuy nhiên, những dự báo này đã nhanh chóng bị thực tế bác bỏ. Ngay khi giác thư đó được phát hành, Tổng tham mưu trưởng Quân đội Nhân dân Việt Nam, Đại tướng Văn Tiến Dũng, đã hoàn tất kế hoạch cho một chiến dịch tấn công chủ lực vào khu vực Tây Nguyên. Chiến dịch bắt đầu vào ngày 10 tháng 3 năm 1975 với trận đánh then chốt tại Buôn Ma Thuột. Chỉ trong vòng vài ngày, toàn bộ tuyến phòng thủ Tây Nguyên của Quân lực Việt Nam Cộng hòa (QLVNCH) bị phá vỡ. Cuộc tấn công chớp nhoáng và áp đảo này đã mở màn cho một cuộc rút lui hỗn loạn kéo dài, khi Bộ Tổng tham mưu QLVNCH dưới chỉ thị của Tổng thống Nguyễn Văn Thiệu ra lệnh tái phối trí lực lượng để bảo vệ khu vực phía Nam vĩ tuyến 13.
Được pháo binh và thiết giáp yểm trợ, các cánh quân QGPMNVN nhanh chóng tận dụng đà thắng lợi, liên tiếp đánh chiếm các địa bàn chiến lược. Cuối tháng 3, toàn bộ vùng Duyên hải miền Trung bắt đầu sụp đổ. Huế rơi vào tay quân Giải phóng ngày 25 tháng 3, tiếp theo là Đà Nẵng vào ngày 28 tháng 3. Cuộc triệt thoái rối loạn do Nguyễn Văn Thiệu đạo diễn không chỉ dẫn đến sự sụp đổ dây chuyền của QLVNCH, mà còn gây ra một làn sóng di tản dân sự quy mô lớn. Ước tính có hơn 1 triệu người dân rời bỏ nhà cửa, bao gồm khoảng 300.000 người từ Đà Nẵng, 300.000 người từ hai tỉnh Quảng Trị và Thừa Thiên, cùng với khoảng 500.000 người từ ba tỉnh thuộc Tây Nguyên là Kon Tum, Pleiku và Đắk Lắk. Dòng người tị nạn di chuyển về phía Nam kéo dài từ 90 đến 100 km, tạo thành một dòng người khổng lồ chen chúc trên các tuyến đường quốc lộ. Ngay cả trước khi Đà Nẵng thất thủ, một số nhân viên CIA tại Việt Nam cũng đã thừa nhận rằng hy vọng xoay chuyển tình thế hầu như không còn. Giới quan sát này từng đặt cược vào khả năng can thiệp bằng các đợt không kích chiến lược quy mô lớn, sử dụng oanh tạc cơ B-52, như một phương án cuối cùng nhằm kìm hãm đà tiến công vũ bão của quân Giải phóng – song rốt cuộc, niềm tin đó cũng buộc phải từ bỏ.
Mặc dù cuối năm 1974, Bộ Chính trị Ban Chấp hành Trung ương Đảng Cộng sản Việt Nam lựa chọn thi hành phương án giải phóng miền Nam trong 2 năm, từ 1975 đến 1976, nhưng trước tốc độ sụp đổ nhanh chóng ngoài dự liệu của QLVNCH, Bộ Chính trị đã hạ quyết tâm hoàn thành mục tiêu này ngay trước mùa mưa năm 1975. Ngày 7 tháng 4, Tổng tư lệnh QĐNDVN, Đại tướng Võ Nguyên Giáp ra Mệnh lệnh số 157 lệnh cho các đơn vị yêu cầu "thần tốc, thần tốc hơn nữa, táo bạo, táo bạo hơn nữa, tranh thủ từng giờ từng phút, xốc tới mặt trận, giải phóng miền Nam. Quyết chiến và toàn thắng". Đến ngày 14 tháng 4, Bộ Chính trị chính thức đặt tên cho chiến dịch giải phóng Sài Gòn là "Chiến dịch Hồ Chí Minh", nhằm thể hiện quyết tâm hoàn thành chiến dịch trước ngày 19 tháng 5 – ngày sinh của cố chủ tịch Hồ Chí Minh.

### Bế tắc chính trị tại miền Nam Việt Nam

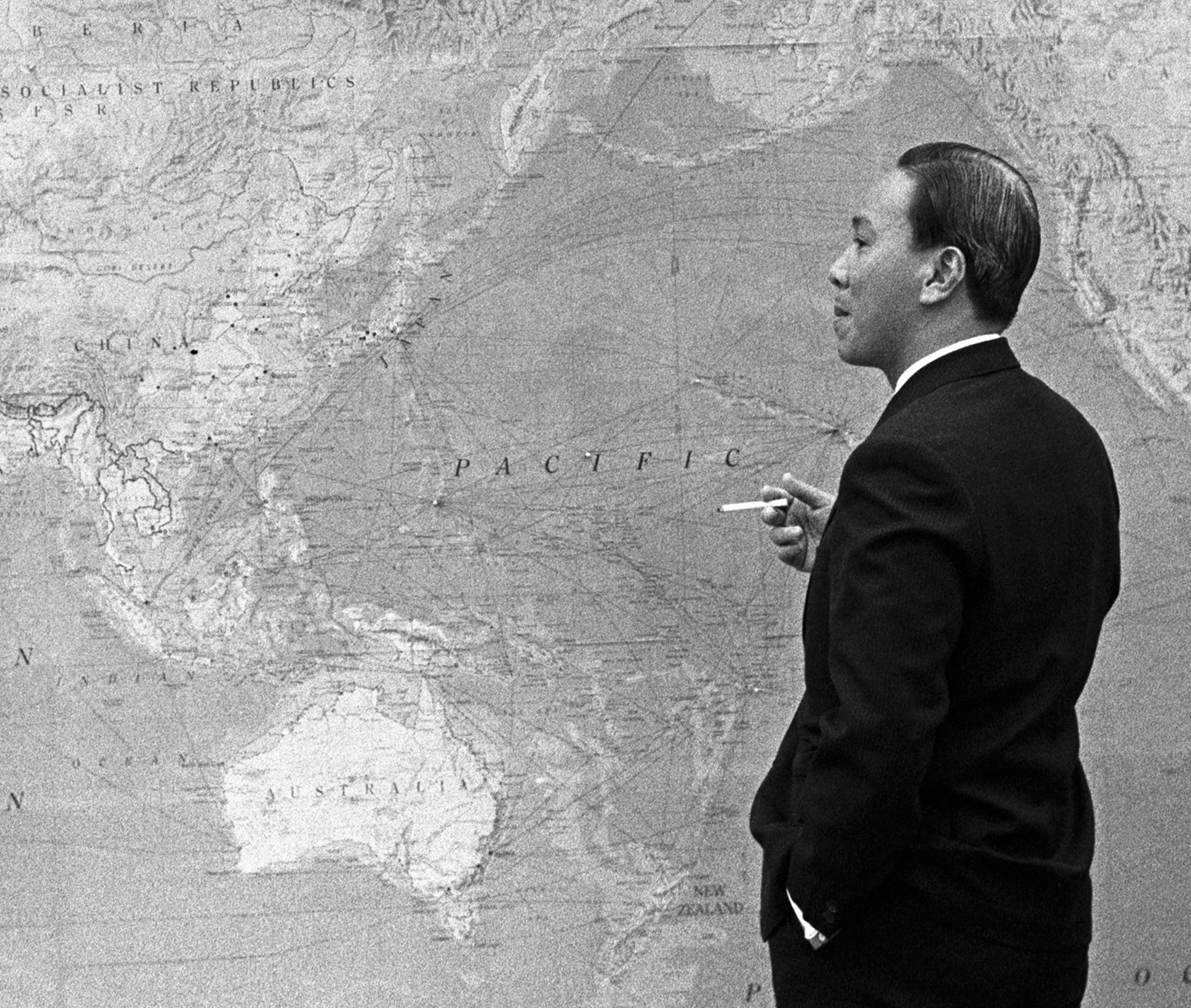
Trước áp lực ngày càng gia tăng từ nội bộ quân đội, giới chính trị và cộng đồng quốc tế, Tổng thống Nguyễn Văn Thiệu buộc phải tuyên bố từ chức vào ngày 21 tháng 4 năm 1975

Khi Quân Giải phóng miền Nam Việt Nam liên tiếp giành quyền kiểm soát các tỉnh phía Nam vĩ tuyến 17, nội bộ chính quyền miền Nam rơi vào trạng thái bất ổn sâu sắc. Làn sóng bất mãn đối với Tổng thống Nguyễn Văn Thiệu và nội các của ông gia tăng nhanh chóng trong hàng ngũ dân sự và quân sự. Quốc hội Việt Nam Cộng hòa lúc bấy giờ đã nhất trí thông qua kiến nghị yêu cầu thay đổi chính quyền, trong khi giới tướng lĩnh và quan chức cấp cao bắt đầu manh nha ý định binh biến. Trước sức ép chính trị ngày càng lớn, Nguyễn Văn Thiệu buộc phải tiến hành cải tổ nội các. Trong đợt thay đổi nhân sự này, Thủ tướng Trần Thiện Khiêm từ chức và Nguyễn Bá Cẩn được chỉ định đứng ra thành lập chính phủ mới. Tuy nhiên, các biện pháp này không mang lại hiệu quả đáng kể và tình hình tiếp tục xấu đi. Ngày 8 tháng 4, Nguyễn Thành Trung, một phi công thuộc Không lực Việt Nam Cộng hòa – vốn là người hoạt động bí mật cho Đảng Lao động Việt Nam – đã điều khiển máy bay tiêm kích F-5 bay đến thả bom xuống Dinh Độc Lập. Sau khi hoàn tất nhiệm vụ, ông lập tức chuyển hướng, bay thẳng về vùng kiểm soát của Quân Giải phóng và hạ cánh an toàn. Dù không gây thương tích cho Tổng thống Thiệu, tin tức về vụ tấn công vẫn tạo ra tâm lý hoảng loạn trong nội bộ miền Nam.
Trên mặt trận đối ngoại, chính quyền Sài Gòn ráo riết vận động viện trợ từ Hoa Kỳ, song các nỗ lực này không đạt được kết quả cụ thể. Điều đó đồng nghĩa với việc cơ hội giành lại sự hậu thuẫn chiến lược từ Washington gần như tan biến. Ngày 10 tháng 4, chính quyền Tổng thống Gerald Ford trình lên Quốc hội Hoa Kỳ một kế hoạch viện trợ khẩn cấp, bao gồm 722 triệu $ phục vụ mục tiêu quân sự, cùng 250 triệu $ cho hỗ trợ kinh tế và người tị nạn. Tuy nhiên, đề xuất vấp phải sự phản đối từ nhiều nghị sĩ, vốn lo ngại rằng chính phủ sẽ kéo dài thời gian rút quân để đổi lấy sự thông qua từ Quốc hội. Ngay cả Bộ trưởng Quốc phòng James Schlesinger cũng công khai phản đối gói viện trợ này. Đến ngày 17 tháng 4, mọi cuộc thảo luận liên quan bị chấm dứt, đồng nghĩa với việc chính quyền Sài Gòn không còn bất kỳ hy vọng nào về các khoản viện trợ từ Washington. Trong cùng thời điểm, một bộ phận nhân vật thuộc giới ngoại giao Hoa Kỳ – đặc biệt là Đại sứ Graham Martin – cùng một số chính khách tại Washington vẫn nuôi hy vọng có thể đạt được thỏa thuận thông qua con đường đàm phán với chính quyền Hà Nội. Tuy nhiên, các quan điểm nội bộ lại thiếu sự thống nhất, đặc biệt là về câu hỏi liệu chính quyền do Tổng thống Nguyễn Văn Thiệu đứng đầu có còn đủ uy tín và năng lực để đại diện tiến hành thương lượng hay không. Không chỉ các đảng phái đối lập, giới tướng lĩnh quân đội, các tổ chức tôn giáo và phong trào sinh viên liên tục đưa ra yêu cầu ông từ chức, mà ngay cả trong nội bộ lực lượng ủng hộ, lòng tin vào năng lực lãnh đạo của ông cũng đang sụp đổ nhanh chóng. Làn sóng yêu cầu thay đổi lãnh đạo lên đến đỉnh điểm. Trong khi đó, ngày 2 tháng 4, Chính phủ Cách mạng Lâm thời Cộng hòa Miền Nam Việt Nam chính thức tuyên bố sẵn sàng tiến hành đàm phán, nhưng chỉ với một chính phủ không do Nguyễn Văn Thiệu đứng đầu.

## Tương quan lực lượng

Bản đồ diễn biến quân sự giữa hai phía tại khu vực thủ đô Sài Gòn trước ngày 30 tháng 4 năm 1975. Các đường kẻ và khu vực màu xanh thể hiện vòng phòng thủ của QLVNCH, còn các mũi tên màu đỏ biểu thị các hướng tấn công của QGPMNVN

### Quân Giải phóng miền Nam Việt Nam
Bộ Tư lệnh Chiến dịch Hồ Chí Minh do Đại tướng Văn Tiến Dũng làm Tư lệnh, Bí thư Trung ương Cục miền Nam Phạm Hùng giữ vai trò Chính ủy. Trung tướng Trần Văn Trà (Tư lệnh Quân khu B2) cùng với các Phó Tư lệnh là Trung tướng Lê Đức Anh, Trung tướng Đinh Đức Thiện (Cục trưởng Tổng cục Kỹ thuật), đảm nhiệm vai trò chỉ huy chiến dịch. Thiếu tướng Lê Ngọc Hiền là quyền Tham mưu trưởng, còn Trung tướng Lê Quang Hòa giữ chức Phó Chính ủy kiêm Chủ nhiệm Chính trị Chiến dịch. Bộ Tư lệnh Quân khu B2 đóng vai trò cơ quan giúp việc chính cho Bộ Chỉ huy chiến dịch, với Lê Đức Thọ làm đại diện Bộ Chính trị tham gia trực tiếp chỉ đạo. Các lực lượng Quân khu B2 do Trung tướng Lê Văn Tưởng (Phó Chính ủy) cùng Trung tướng Lê Đức Anh phối hợp thống nhất chỉ huy các đơn vị gồm Quân đoàn 3, Binh đoàn 232, và các đơn vị thuộc Quân khu 8. Trong khi đó, cánh phía Đông gồm Quân đoàn 1, 2 và 4 được Trung tướng Lê Trọng Tấn thống nhất chỉ huy.
Tại sở chỉ huy chiến dịch đóng tại rừng Lộc Ninh, Đại tướng Văn Tiến Dũng lên kế hoạch thực hiện giai đoạn cuối của chiến dịch, với mục tiêu hạn chế tối đa giao tranh đô thị. Kế hoạch tác chiến được xây dựng theo hướng kiềm chế lực lượng đối phương ngoài thành phố, giữ chân quân đội Sài Gòn tại các vị trí phòng thủ, đồng thời triển khai năm mũi tiến công chủ lực thọc sâu vào nội đô, đánh chiếm các mục tiêu trọng yếu như Bộ Tổng tham mưu Quân lực Việt Nam Cộng hòa, Bộ Chỉ huy Cảnh sát Quốc gia, Căn cứ không quân Tân Sơn Nhứt, Biệt khu Thủ đô và cuối cùng là Dinh Độc Lập – được xác định là mục tiêu then chốt cần đánh chiếm ngay sau khi kiểm soát các điểm đầu mối khác.
Tổng cộng, quân Giải phóng huy động 5 cánh quân bao vây Sài Gòn, với 15 sư đoàn và nhiều đơn vị tăng thiết giáp, pháo binh, phòng không yểm trợ, với quân số trên dưới 200.000 người. 5 cánh quân được bố trí theo thứ tự từ Đông sang Tây theo chiều ngược kim đồng hồ như sau:
- Quân đoàn 2 ("Binh đoàn Hương Giang"): Tấn công từ phía Đông vào khu vực phía nam Quốc lộ 1. Gồm các đơn vị: Sư đoàn 325, 304, Lữ đoàn pháo binh 164, Lữ đoàn xe tăng 203, Trung đoàn phòng không 673, Trung đoàn 219 và 116 bộ binh. Tổng quân số: 32.418 người, sau khi được tăng cường thêm Sư đoàn 3 thuộc Quân khu 5 thì vượt quá 40.000 người.[27] Tư lệnh: Thiếu tướng Nguyễn Hữu An. Chính ủy: Đại tá Nguyễn Công Trang.[28]
- Quân đoàn 4 ("Binh đoàn Cửu Long"): Tấn công theo trục Quốc lộ 1, từ Xuân Lộc – Biên Hòa đánh vào phía Đông Bắc Sài Gòn. Gồm các đơn vị: Sư đoàn 6 (thành lập từ Trung đoàn 23 và 4 của Quân khu 7), Sư đoàn 7, Sư đoàn 341, Lữ đoàn bộ binh 52, 3 tiểu đoàn xe tăng. Tổng quân số khoảng 30.000 người.[29] Tư lệnh: Trung tướng Hoàng Cầm. Chính ủy: Thiếu tướng Hoàng Thế Thiện.[28]
- Quân đoàn 1 ("Binh đoàn Quyết Thắng"): Tấn công từ phía Bắc qua Thủ Dầu Một, Bến Cát, Tân Uyên, đánh chặn không cho Sư đoàn 5 QLVNCH rút lui về đô thị, rồi đánh dọc Quốc lộ 13 vào nội đô, chiếm Bộ Tổng tham mưu. Gồm Sư đoàn 312, 320B, Trung đoàn pháo binh 45, Lữ đoàn xe tăng 202, Sư đoàn pháo binh 367, các Trung đoàn 299, 263, 239, 259 và 279. Tổng quân số: 31.227 người. Tư lệnh: Thiếu tướng Nguyễn Hòa. Chính ủy: Đại tá Hoàng Minh Thi.[28]
- Quân đoàn 3 ("Binh đoàn Tây Nguyên"): Thành lập ngày 26 tháng 3 năm 1975 từ các lực lượng B3 sau chiến thắng Tây Nguyên. Hành quân theo đường mòn Hồ Chí Minh, qua Đông Campuchia, rồi men theo Quốc lộ 1 tiến vào từ hướng Tây Bắc. Gồm các đơn vị: Sư đoàn 316, 320A, Trung đoàn đặc công 10 và 198, các Trung đoàn pháo binh 40 và 575, Trung đoàn xe tăng 273, các Trung đoàn phòng không 234, 593 và 232, các đơn vị thông tin và hậu cần. Tổng quân số: 47.400 người. Tư lệnh: Thiếu tướng Vũ Lăng, Chính ủy: Đại tá Đặng Vũ Hiệp.[28]
- Binh đoàn 232: Thành lập cuối tháng 3/1975, từ hướng Tây đánh vào Sài Gòn. Gồm Sư đoàn 5, 9, 3 (trước là Sư đoàn 303, ghép từ Trung đoàn 271 và 205 của B2), Trung đoàn độc lập 16, 2 tiểu đoàn xe tăng (26 xe T-54 và 18 xe PT-85), 1 tiểu đoàn công binh, 1 tiểu đoàn thiết giáp 23, 5 đại đội pháo, Trung đoàn phòng không 595 và đại đội pháo cao xạ 23mm. Tổng quân số: 42.000 người. Tư lệnh: Trung tướng Nguyễn Minh Châu. Chính ủy: Thiếu tướng: Lê Văn Tưởng.[28]

### Quân lực Việt Nam Cộng hòa
Trước ngày 30 tháng 4 năm 1975, lực lượng quân sự mặt đất của miền Nam tập trung ở ba khu vực chính:
- Quân đoàn IV: Tư lệnh: Thiếu tướng Nguyễn Khoa Nam, phụ trách khu vực đồng bằng sông Cửu Long.
- Quân đoàn III: Tư lệnh: Trung tướng Nguyễn Văn Toàn, phụ trách vùng ven đô Sài Gòn.
- Biệt khu Thủ đô: Chỉ huy: Thiếu tướng Lâm Văn Phát, phụ trách vùng đô thành Sài Gòn.

Từ giữa tháng 4, Trung tướng Nguyễn Văn Toàn thiết lập năm tuyến phòng ngự ngoài ô để ngăn đợt tấn công vào Sài Gòn. Các tuyến phòng thủ tạo thành hình vòng cung ở phía Tây, Bắc và Đông thành phố:
- Mặt trận Củ Chi (Tây Bắc): do Sư đoàn 25 Bộ binh trấn giữ tại Củ Chi, Trảng Bàng, Hậu Nghĩa. Bộ chỉ huy đóng ở Đồng Dù.
- Mặt trận Bình Dương (Bắc): do Sư đoàn 5 Bộ binh đảm nhiệm, đóng tại Bình Dương, Bến Cát, chỉ huy ở Lai Khê.
- Mặt trận Biên Hòa (Đông Bắc): do Sư đoàn 18 Bộ binh và Lữ đoàn Thiết giáp 3 trấn giữ, khu vực Long Bình có lực lượng thủy quân lục chiến (chỉ còn 2 lữ đoàn).
- Mặt trận Vũng Tàu – Quốc lộ 15 (Đông Nam): do Lữ đoàn Dù 1 đóng tại Bà Rịa và 1 tiểu đoàn của Sư đoàn 3 Bộ binh đảm nhiệm.
- Mặt trận Long An (Tây): do Biệt khu Thủ đô chỉ đạo, phối hợp lực lượng tái cơ cấu từ Sư đoàn 22 Bộ binh.

Trong nội đô, các lực lượng đặc biệt được tổ chức thành các cụm phản ứng nhanh. Một cụm đóng tại trại tân binh Quang Trung (Bắc Sài Gòn), phòng thủ tuyến Hóc Môn – Tân Sơn Nhứt; cụm khác tại Bình Chánh (Tây Nam); cụm còn lại ở Bình Triệu (Đông Bắc). Bộ Tổng tham mưu do Tiểu đoàn 81 Biệt kích dù bảo vệ. Sân bay Tân Sơn Nhứt và Dinh Độc Lập đều được bố trí lực lượng canh gác.
Tổng lực lượng QLVNCH tại khu vực thủ đô trước ngày 30 tháng 4 khoảng 60.000 quân. Sau đó, do làn sóng di tản và rút lui, hàng chục nghìn quân nhân từ các quân đoàn khác (kể cả Quân đoàn I và II) cũng đổ về Sài Gòn. Dù quân số trong đô thị tăng vọt lên đến 250.000 người có vũ trang, phần lớn trong số này là các đơn vị rã ngũ hoặc không còn hệ thống chỉ huy, khiến tình hình an ninh đô thị càng thêm hỗn loạn.

## Tình hình Sài Gòn
Từ đêm 9 đến rạng sáng ngày 10 tháng 4 năm 1975, Quân đoàn 4 của Quân đội Nhân dân Việt Nam – gồm Sư đoàn 7, Sư đoàn 1, cùng với Sư đoàn 6 của Quân khu 7 – mở chiến dịch tấn công vào khu vực Xuân Lộc, được mệnh danh là "cánh cửa thép" của Sài Gòn. Lực lượng phòng thủ tại đây do Sư đoàn 18 Bộ binh Quân lực Việt Nam Cộng hòa đảm trách, với sự yểm trợ từ không quân, pháo binh, thiết giáp, lính dù và Thủy quân lục chiến. Trận chiến kéo dài nhiều ngày với cường độ ác liệt, hai bên giành giật từng khu vực trong đô thị, gây thương vong lớn cho cả hai bên. Sau hơn 10 ngày kịch chiến, đến ngày 20 tháng 4, Quân Giải phóng chính thức kiểm soát Xuân Lộc. Các đơn vị QLVNCH rút chạy theo hướng Tây, để lại nhiều vũ khí hạng nặng và xe cơ giới. Trận đánh này được xem là trận chiến quy mô lớn cuối cùng mà QLVNCH tổ chức. Việc thất thủ Xuân Lộc đồng nghĩa với việc tuyến phòng thủ Đông Nam bộ bị chọc thủng và chiến tuyến chỉ còn cách trung tâm Sài Gòn khoảng 42 km.
Thất bại tại đây trở thành cú đòn giáng mạnh về tinh thần và chiến lược của Việt Nam Cộng hòa. Trước sức ép chính trị liên tục gia tăng, ngày 21 tháng 4, Nguyễn Văn Thiệu tuyên bố từ chức tổng thống và tổng tư lệnh quân đội trên sóng truyền hình quốc gia. Trong bài phát biểu dài hơn 10 phút với giọng điệu đầy giận hờn, ông công khai cáo buộc Hoa Kỳ là "một đồng minh vô nhân đạo với những hành động vô nhân đạo", đã không thực hiện các cam kết viện trợ quân sự, khiến Việt Nam Cộng hòa rơi vào thế khó. Ông cũng phê phán chính quyền Washington đã gây sức ép buộc Sài Gòn ký kết Hiệp định Paris, rồi sau đó lại thụ động khi chính quyền Hà Nội vi phạm thỏa thuận và phát động tiến công trở lại. Mặc dù quyền lực trên danh nghĩa được chuyển giao cho Phó Tổng thống Trần Văn Hương – một chính khách cao tuổi – song phía Hà Nội cho rằng rằng bản chất của bộ máy cầm quyền không hề thay đổi và gọi đây là "chính quyền Nguyễn Văn Thiệu không có Nguyễn Văn Thiệu".
Chiến thắng tại Xuân Lộc mở toang cánh cửa tiến vào Sài Gòn cho quân Giải phóng. Trong quá trình tập trung binh lực cho trận Xuân Lộc, chính quyền Sài Gòn đã rút bớt quân khỏi nhiều địa bàn chiến lược tại Đồng bằng sông Cửu Long, làm suy yếu thế trận phòng thủ tổng thể. Quân Giải phóng nhanh chóng lợi dụng lỗ hổng này để bao vây Sài Gòn từ nhiều hướng. Ngày 22 tháng 4, ngay sau khi Thiệu từ chức, Bí thư Trung ương Đảng Lao động Việt Nam Lê Duẩn từ Hà Nội gửi điện chỉ thị cho các chỉ huy quân Giải phóng rằng: "Thời cơ chính trị và quân sự để tấn công Sài Gòn đã chín muồi". Các kế hoạch tổng tiến công được khẩn trương triển khai. Ngày 27 tháng 4, hơn 100.000 quân Giải phóng từ nhiều cánh quân áp sát Sài Gòn, tạo thành thế bao vây chặt chẽ. Toàn bộ các trục giao thông bộ nối liền Sài Gòn với các vùng phụ cận bị cắt đứt, thành phố rơi vào tình trạng bị cô lập hoàn toàn. Chiến dịch đánh chiếm bắt đầu từ ngày 26 tháng 4 với những đòn tấn công phối hợp vào Biên Hòa – nơi đặt căn cứ không quân và trung tâm hậu cần lớn nhất của Việt Nam Cộng hòa. Đồng thời, hệ thống tiếp tế cho Sài Gòn bị phá vỡ, cảng nước sâu Vũng Tàu – đầu mối tiếp nhận viện trợ cuối cùng – bị pháo binh và đặc công tập kích. Đến ngày 27 tháng 4, mệnh lệnh tổng công kích vào trung tâm Sài Gòn chính thức được ban hành.
Trước áp lực dồn dập từ quân Giải phóng và thế trận sụp đổ nhanh chóng, sự hỗn loạn từng xảy ra tại Quân khu I và II miền Nam hồi đầu năm nay cũng bắt đầu hiện diện tại Sài Gòn. Chính phủ Việt Nam Cộng hòa ban hành lệnh thiết quân luật trên toàn thành phố, áp dụng giới nghiêm từ 21 giờ đêm đến 6 giờ sáng hôm sau. Tuy sinh hoạt ban ngày vẫn duy trì ở mức tối thiểu, nhưng tâm lý lo sợ lan nhanh. Hàng vạn người đổ về các bến xe, bến tàu, sân bay tìm đường thoát thân. Trật tự giao thông rối loạn, các trung tâm hành chính rơi vào trạng thái tê liệt. Cơ quan tuyên truyền Sài Gòn từng phát đi thông điệp cảnh báo dân chúng về một cuộc "tắm máu" nếu Sài Gòn thất thủ, nhằm mục đích khơi dậy tinh thần kháng chiến. Tuy nhiên, chiến dịch tuyên truyền phản tác dụng, khiến tâm lý hoảng loạn trong dân chúng càng lan rộng. Khi quân Giải phóng siết chặt vòng vây, chính quyền Việt Nam Cộng hòa gần như bất lực, không còn đủ khả năng kiểm soát tình hình.

## Di tản
Việc QGPMNVN tiến công thần tốc qua lãnh thổ miền Nam từ tháng 3 đến đầu tháng 4 năm 1975 đã lập tức thu hút sự chú ý đặc biệt của dư luận quốc tế đối với tình hình tại Sài Gòn – một đô thị từng được xem là tương đối yên bình xuyên suốt thời kỳ chiến tranh, ít bị ảnh hưởng trực tiếp so với các vùng giao tranh ác liệt ở miền Bắc. Trong bối cảnh Sài Gòn đứng trước nguy cơ trở thành mặt trận cuối cùng, một bộ phận người dân bày tỏ lo ngại rằng sau khi tiếp quản thành phố, Quân Giải phóng có thể thực hiện các biện pháp xử lý hoặc thanh lọc chính trị. Những lo ngại này phần nào bắt nguồn từ sự kiện xảy ra vào Tết Mậu Thân năm 1968 ở Huế, khi sau hơn một tháng tái chiếm, lực lượng Hoa Kỳ và QLVNCH hòa phát hiện nhiều hố chôn tập thể với hàng trăm thi thể dân thường, được cho là đã bị hành quyết trong thời gian QGPMNVN kiểm soát thành phố. Theo một báo cáo nghiên cứu sau đó được chuyển đến các cơ quan ngoại giao Hoa Kỳ tại Việt Nam, các nhóm đối tượng có khả năng bị đưa vào danh sách trấn áp ưu tiên bao gồm: sĩ quan QLVNCH, giáo dân Công giáo, giới trí thức, tầng lớp tư sản hoặc những người khác có tư tưởng phản động. Trong bối cảnh này, công dân Hoa Kỳ và những người Việt Nam có mối liên hệ chặt chẽ với phương Tây được cảnh báo là có thể gặp nguy hiểm nếu thành phố thất thủ.
Đến cuối tháng 3, làn sóng công dân Hoa Kỳ rời khỏi Sài Gòn đã chính thức bắt đầu. Các chuyến bay xuất phát từ sân bay Tân Sơn Nhứt trong thời điểm này đều chật kín, hành khách chen lấn tại khu vực nhà ga nhằm tìm kiếm cơ hội thoát thân trước khi tình hình chuyển biến xấu hơn. Bước sang đầu tháng 4, tốc độ di tản tiếp tục gia tăng đáng kể. Văn phòng Tùy viên Quốc phòng Hoa Kỳ tại Việt Nam (DAO) – cơ quan đại diện quân sự cao nhất của Hoa Kỳ tại miền Nam Việt Nam – đã bắt đầu triển khai kế hoạch rút lui, tổ chức các chuyến bay đặc biệt nhằm đưa các nhân viên không thuộc diện thiết yếu rời khỏi Việt Nam. Tuy nhiên, tiến độ di tản sớm vấp phải khó khăn nghiêm trọng, khi nhiều nhân viên người Mỹ từ chối rời đi nếu không thể mang theo người thân người Việt – bao gồm bạn đời chưa đăng ký kết hôn, con cái chưa có quốc tịch Hoa Kỳ, hoặc người quen. Theo quy định pháp lý, việc đưa các đối tượng này nhập cảnh Hoa Kỳ nếu không có thị thực hợp lệ sẽ cấu thành hành vi vi phạm pháp luật liên bang. Chính điều này khiến hoạt động di tản lâm vào thế bế tắc và gần như bị đình trệ trong những ngày đầu tháng 4. Trước áp lực thời gian và nguy cơ sụp đổ nhanh chóng của chính quyền Sài Gòn, DAO quyết định tạm thời phá lệ, sử dụng máy bay quân sự để đưa những công dân Việt Nam không có giấy tờ hợp lệ tới căn cứ không quân Clark tại Philippines làm nơi lánh nạn tạm thời, chờ xử lý pháp lý tiếp theo.
Cùng với công dân Hoa Kỳ và người Việt có liên hệ chặt chẽ với phương Tây, một số quốc gia đồng minh như Hàn Quốc, Đài Loan (Trung Hoa Dân Quốc), Tây Đức và Philippines cũng điều động trên 10 tàu cứu trợ đến vùng biển miền Nam Việt Nam. Các con tàu này thực hiện các chuyến di tản bằng đường biển, đưa hàng nghìn người rời khỏi lãnh thổ Việt Nam hàng ngày.

### Kế hoạch di tản của chính phủ Hoa Kỳ

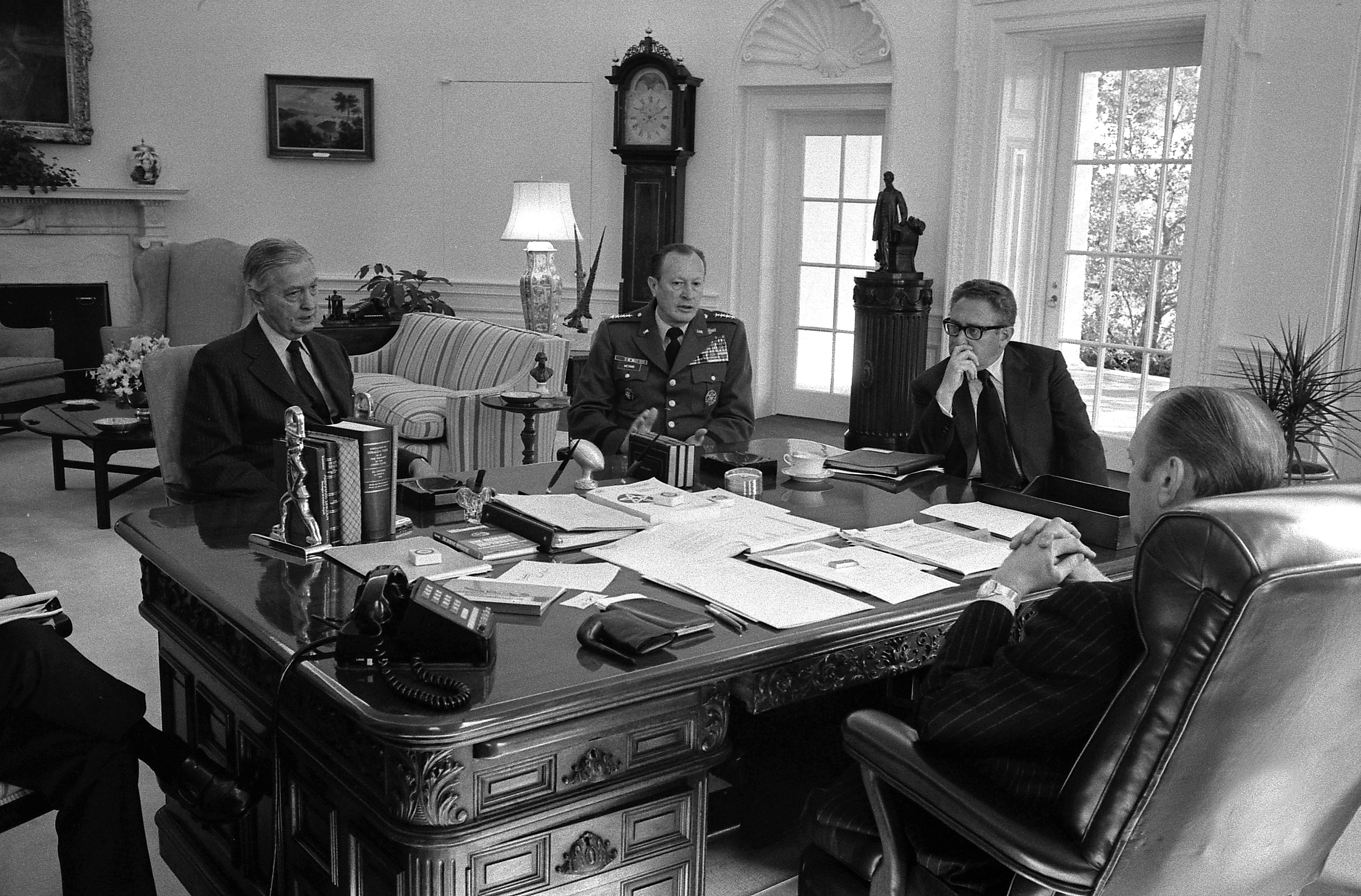
Ngày 25 tháng 4 năm 1975, tại Phòng Bầu dục của Nhà Trắng, Tổng thống Hoa Kỳ Gerald Ford (ngoài cùng bên phải), Ngoại trưởng Henry Kissinger (thứ hai từ phải sang), Tổng tham mưu trưởng Lục quân Đại tướng Frederick Weyand (giữa), Đại sứ Graham Martin (thứ hai từ trái sang), cùng Phó Cố vấn An ninh Quốc gia Trung tướng Brent Scowcroft (ngoài cùng bên trái, chỉ thấy phần chân) cùng thảo luận về tình hình Việt Nam

Đến tháng 4 năm 1975, không chỉ các nhà ngoại giao và sĩ quan quân sự Hoa Kỳ đang hoạt động tại Sài Gòn, mà ngay cả chính quyền Tổng thống Gerald Ford tại Washington cũng bắt đầu soạn thảo một kế hoạch sơ tán toàn diện nhằm rút toàn bộ công dân Hoa Kỳ khỏi lãnh thổ Việt Nam. Tuy nhiên, quá trình triển khai kế hoạch gặp phải hàng loạt trở ngại phát sinh từ thực tế chiến trường, yếu tố pháp lý, cũng như những tính toán chiến lược trên bàn cờ quốc tế. Theo đánh giá sơ bộ, Hoa Kỳ cần tổ chức sơ tán cho khoảng 1.250 công dân và nhân viên dân sự đang thường trú tại miền Nam Việt Nam – một con số hoàn toàn có thể xử lý trong vòng một ngày bằng trực thăng. Song thách thức thực sự lại đến từ nhu cầu di tản ngày càng gia tăng của hàng chục nghìn người Việt Nam, phần lớn là những cá nhân từng cộng tác với chính phủ và quân đội Hoa Kỳ trong suốt thời gian chiến tranh. Trong nhiều cuộc trao đổi với Nhà Trắng, Đại sứ Graham Martin nhiều lần nhấn mạnh rằng Hoa Kỳ có trách nhiệm đạo đức và chính trị trong việc đảm bảo an toàn cho những người Việt từng cộng tác với chính quyền Washington. Trước sức ép này, chính quyền Ford buộc phải tìm kiếm một giải pháp dung hòa giữa hai phương án cực đoan: hoặc tiến hành một chiến dịch sơ tán quy mô lớn bao gồm cả công dân Mỹ và cộng tác viên Việt Nam, hoặc chỉ tập trung rút người Mỹ trong trường hợp tình hình trở nên nguy cấp, như khi sân bay Tân Sơn Nhứt bị tấn công. Cuối cùng, phương án trung gian được thông qua: ưu tiên sơ tán công dân Hoa Kỳ, đồng thời tận dụng tối đa mọi chuyến bay cả quân sự lẫn dân sự để đưa thêm người Việt Nam rời khỏi Việt Nam trong khả năng cho phép.
Bên cạnh những trở ngại trong triển khai thực tiễn, kế hoạch sơ tán của Hoa Kỳ còn vấp phải nhiều ràng buộc đến từ cả chính sách đối nội lẫn đối ngoại. Một trong những yếu tố then chốt là gói viện trợ quân sự trị giá 722 triệu $ mà Tổng thống Ford dự kiến dành cho chính quyền Sài Gòn. Ngoại trưởng Henry Kissinger tỏ rõ quan ngại, phản đối việc tiến hành chiến dịch di tản trong khi Quốc hội vẫn đang trong quá trình xem xét gói viện trợ này. Ông cho rằng việc rút người ngay tại thời điểm nhạy cảm có thể phát đi một tín hiệu tiêu cực, làm xói mòn niềm tin và tác động nghiêm trọng đến tinh thần chiến đấu của chính quyền Nguyễn Văn Thiệu. Mặt khác, Washington cũng thận trọng trong việc triển khai lực lượng vũ trang để hỗ trợ công tác sơ tán, do vướng phải các giới hạn pháp lý từ Đạo luật Quyền chiến tranh (War Powers Resolution) mà Quốc hội mới ban hành. Trong nội bộ chính phủ, các cố vấn pháp lý của Nhà Trắng sau đó kết luận rằng việc quân đội can thiệp để sơ tán công dân trong tình huống khẩn cấp là hợp pháp. Tuy nhiên, vấn đề pháp lý về việc sử dụng phương tiện quân sự để vận chuyển công dân Việt Nam – những người không có giấy tờ hoặc chưa được chấp nhận nhập cảnh Hoa Kỳ – vẫn còn nhập nhằng. Đồng thời, hoạt động di tản tại Sài Gòn cũng vấp phải áp lực lớn về mặt hậu cần và phân phối nguồn lực, do trùng với thời điểm Hoa Kỳ đang triển khai một chiến dịch sơ tán quy mô lớn tại Phnôm Pênh, mang tên "Chiến dịch Eagle Pull".

### Di tản bằng đường hàng không

Ngày 29 tháng 4 năm 1975, người dân Việt Nam được vận chuyển bằng máy bay vận tải C-141 của Không quân Hoa Kỳ đến Căn cứ Không quân U-Tapao tại Thái Lan; phía sau có thể nhìn thấy nhiều máy bay vận tải C-130A của Không lực Việt Nam Cộng hòa được sơ tán sang Thái Lan

Là một phần trong nỗ lực giảm số lượng người Mỹ và người liên quan còn lưu lại tại Việt Nam, từ tháng 3, Đại sứ quán Hoa Kỳ tại Sài Gòn đã khuyến khích gia đình nhân viên và các cá nhân không thiết yếu rời khỏi Việt Nam bằng các chuyến bay dân sự hoặc sử dụng vận tải quân sự do Bộ Tư lệnh Vận tải Hàng không Hoa Kỳ (MAC) triển khai, bao gồm máy bay C-141 và C-5 (vẫn đang thực hiện nhiệm vụ vận chuyển hàng hóa đến sân bay Tân Sơn Nhứt). Cuối tháng 3, mỗi ngày có từ 2 đến 3 chuyến bay vận tải đến Tân Sơn Nhứt, chuyên chở không chỉ người Mỹ và người Việt thân cận, mà còn rất nhiều trẻ em mồ côi Việt Nam.
Ngày 3 tháng 4, Tổng thống Gerald Ford công bố khởi động Chiến dịch Không vận Trẻ em (Operation Babylift), phối hợp với chính phủ các nước Pháp, Úc và Canada, với mục tiêu đưa khoảng 2.000 trẻ em mồ côi ra khỏi Việt Nam. Song song đó, Chiến dịch Cuộc sống mới (Operation New Life) cũng được triển khai nhằm di tản khoảng 110.000 công dân Việt Nam sang các quốc gia tiếp nhận tạm thời. Tuy nhiên, ngày 4 tháng 4, chiến dịch Babylift gặp sự cố nghiêm trọng khi một chiếc C-5A Galaxy chở theo 250 trẻ mồ côi gặp trục trặc kỹ thuật ngay sau khi cất cánh và rơi trong lúc quay đầu về lại sân bay Tân Sơn Nhứt. Vụ tai nạn khiến 153 người thiệt mạng, trong đó phần lớn là trẻ em.
Sự cố này buộc toàn bộ đội bay C-5 bị đình chỉ hoạt động ngay lập tức do chưa xác định được nguyên nhân gây ra tai nạn. Từ thời điểm đó, các chuyến bay do MAC tổ chức chỉ còn sử dụng hai loại máy bay nhỏ hơn: C-141 và C-130. Đồng thời, chính sách vận chuyển cũng được điều chỉnh, chuyển từ phương châm "chở càng nhiều càng tốt" sang yêu cầu bắt buộc mỗi hành khách phải có ghế ngồi và dây an toàn. Theo đó, số người chuyên chở giảm mạnh: C-141 chỉ còn vận chuyển tối đa 94 người, còn C-130 là 75 người mỗi chuyến. Tuy nhiên, khi tiến độ di tản được đẩy nhanh vào cuối tháng 4, các quy định trên dần được nới lỏng và sau đó bị bỏ qua hoàn toàn nhằm đáp ứng yêu cầu khẩn cấp của tình hình thực địa. Đồng thời, để đảm bảo an ninh trong tình hình hỗn loạn, mỗi chuyến bay đều có lính vũ trang hộ tống nhằm đề phòng khả năng cướp máy bay.
Mặc dù các máy bay thuộc các hãng hàng không thương mại và nhà thầu dân sự của Hoa Kỳ vẫn tiếp tục ra vào sân bay Tân Sơn Nhứt để hỗ trợ hoạt động di tản, nhưng tần suất các chuyến bay ngày càng suy giảm do tình hình an ninh và áp lực vận hành gia tăng. Trong cùng thời gian, nhiều quốc gia như Úc, Indonesia, Iran, Tây Đức, Anh và Pháp cũng lần lượt triển khai máy bay đến Sài Gòn nhằm để đưa công dân về nước. Phái đoàn cố vấn quân sự của Trung Hoa Dân Quốc (Đài Loan), vốn hiện diện lâu dài tại miền Nam Việt Nam, cũng bắt đầu từng bước rút quân về nước trong tháng 4. Sau khi Tổng thống Tưởng Giới Thạch qua đời và tình hình chiến sự tại miền Nam Việt Nam chuyển biến theo hướng bất lợi, phần lớn thành viên phái đoàn đã được bố trí về lại Đài Loan. Đến ngày 18 tháng 4, những người Đài Loan cuối cùng cũng rời Việt Nam trên chuyến bay quân sự do Hoa Kỳ điều động.
Mặc dù Hoa Kỳ đã triển khai nhiều biện pháp nhằm giảm sự hiện diện công dân nước này tại Việt Nam trong tháng 4, tiến độ vẫn gặp nhiều trở ngại đáng kể, chủ yếu do những rào cản hành chính. Nhiều công dân Mỹ mong muốn đưa người thân Việt Nam cùng rời đi nhưng gặp khó khăn khi hoàn tất hồ sơ do quy trình phức tạp và tình trạng quá tải tại các cơ quan hành chính của chính quyền Việt Nam Cộng hòa. Hệ quả là không ít chuyến bay buộc phải cất cánh với số lượng lớn ghế trống vì hành khách không thể hoàn tất thủ tục đúng thời hạn. Phải đến ngày 19 tháng 4, khi một cơ chế đăng ký được đơn giản hóa và chính thức triển khai, lưu lượng người rời khỏi Sài Gòn mới tăng đột biến.
Sau khi Tổng thống Nguyễn Văn Thiệu tuyên bố từ chức vào ngày 21 tháng 4 năm 1975, bầu không khí lo lắng và tuyệt vọng nhanh chóng bao trùm đô thành Sài Gòn. Một lượng lớn người dân đổ dồn về khuôn viên Văn phòng Tùy viên Quốc phòng Hoa Kỳ (DAO), mong tìm cơ hội rời khỏi Việt Nam. Từ ngày 22 tháng 4, Hoa Kỳ đẩy nhanh tốc độ di tản bằng đường hàng không: mỗi ngày có khoảng 20 chuyến C-141 và 20 chuyến C-130 hạ cánh tại sân bay Tân Sơn Nhứt, chuyên chở người di tản đến căn cứ không quân Clark ở Philippines. Tuy nhiên, ngày 23 tháng 4, Tổng thống Ferdinand Marcos của Philippines ban hành tuyên bố rằng số lượng người tị nạn Việt Nam tại lãnh thổ Philippines không được vượt quá 2.500 người tại bất kỳ thời điểm nào. Quyết định này buộc Bộ Tư lệnh Vận tải Hàng không Hoa Kỳ (MAC) phải lập tức điều chỉnh kế hoạch, triển khai phân luồng khẩn cấp hơn 5.000 người khỏi căn cứ Clark đến các địa điểm trung chuyển khác như đảo Guam, đảo Wake, căn cứ Thanh Tuyền (Đài Loan) và căn cứ không quân Yokota gần Tokyo (Nhật Bản).
Ngày 25 tháng 4, với sự sắp xếp từ phía Hoa Kỳ, cựu Tổng thống Nguyễn Văn Thiệu cùng gia quyến rời khỏi Việt Nam trên chuyến bay C-118 của Không quân Hoa Kỳ, hạ cánh xuống sân bay Tùng Sơn, Đài Bắc, dưới danh nghĩa viếng đám tang Tưởng Giới Thạch, chính thức bước vào thời kỳ lưu vong. Cùng ngày, Cục Hàng không Liên bang Hoa Kỳ (FAA) ban hành lệnh cấm toàn bộ các chuyến bay dân sự đến các sân bay tại miền Nam Việt Nam, một động thái cho thấy tình hình đã bước vào giai đoạn cuối cùng. Mặc dù lệnh cấm này sau đó được rút lại do một số hãng không tuân thủ, sự kiện vẫn được coi là tín hiệu cho sự kết thúc thực tế của các tuyến bay thương mại đến Sài Gòn. Trong số các hãng hàng không còn duy trì hoạt động đến thời điểm cuối cùng, hãng China Airlines của Đài Loan vẫn tiếp tục khai thác các chuyến bay giữa Đài Bắc và Tân Sơn Nhứt cho đến ngày 26 tháng 4.

### Người tị nạn

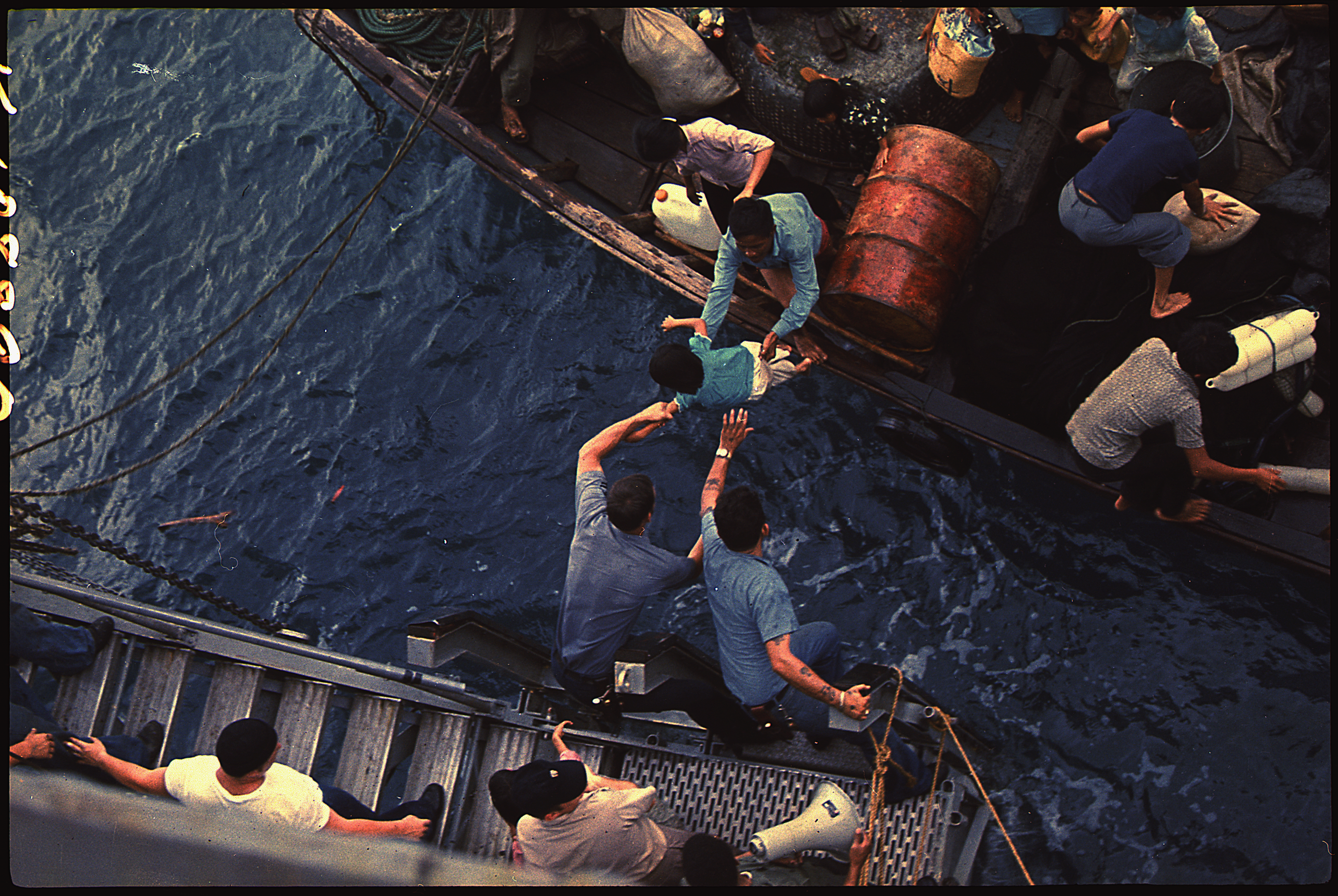
Ngày 3 tháng 4 năm 1975, tàu đổ bộ vận tải USS Durham của Hải quân Hoa Kỳ đón những người tị nạn Việt Nam vượt biển bằng thuyền nhỏ ra Biển Đông

Trái ngược hoàn toàn với công dân Hoa Kỳ đang cư trú tại Việt Nam – những người chỉ cần có mặt đúng giờ tại các điểm tập trung đã được quy định sẵn là có thể rời đi theo các kế hoạch di tản được tổ chức bài bản – phần lớn người dân Việt Nam mong muốn thoát khỏi Sài Gòn trước khi thành phố thất thủ buộc phải tự thân vận động, tìm kiếm mọi phương thức khả dĩ để rời khỏi lãnh thổ. Trong bối cảnh hỗn loạn cận kề, các chi phí liên quan đến xuất cảnh nhanh chóng tăng vọt: lệ phí xin hộ chiếu và thị thực tăng gấp sáu lần so với mức thông thường, trong khi giá vé tàu biển tăng gấp ba. Nhiều người sở hữu bất động sản tại các khu vực đô thị trọng yếu, do không đủ thời gian và điều kiện để xử lý tài sản, đã phải bán tháo với giá rẻ mạt, thậm chí có trường hợp buộc phải bỏ lại toàn bộ tài sản. Ghi nhận cho thấy có những căn biệt thự nằm ngay tại trung tâm Sài Gòn bị giảm giá tới 75% chỉ trong vòng chưa đầy hai tuần. Trong bối cảnh đó, thị thực nhập cảnh Hoa Kỳ trở thành một loại "tài sản chiến lược" có giá trị đặc biệt cao, được săn đón không khác gì một tấm giấy thông hành định đoạt sinh mệnh. Nhiều người dân Việt Nam đã đăng quảng cáo tìm người bảo trợ trên báo nhằm có cơ hội được rời khỏi Việt Nam, từ đó xuất hiện không ít mẩu quảng cáo với những dòng rao như "Học sinh nghèo chăm chỉ cần tìm cha mẹ nuôi", kèm theo thông tin cá nhân chi tiết như họ tên, ngày tháng năm sinh, số căn cước.
Một bộ phận lớn người Việt Nam xin tị nạn tại Hoa Kỳ là các cựu quan chức và binh sĩ của Việt Nam Cộng hòa. Với quá khứ chống Cộng, nhiều người trong số họ kỳ vọng sẽ nhanh chóng tìm thấy "thiên đường tự do" tại nước Mỹ. Tuy nhiên, thực tế cho thấy, hành trình tái định cư mà họ đối mặt lại phức tạp hơn nhiều so với những gì từng được hứa hẹn. Phần lớn những người này bị đưa vào các trung tâm tiếp nhận do quân đội Hoa Kỳ vận hành, nơi họ buộc phải lưu trú trong thời gian dài ngắn khác nhau, trải qua nhiều thủ tục kiểm tra và sàng lọc khắt khe, trước khi có thể bắt đầu cuộc sống mới trên đất Mỹ.

## Những ngày cuối cùng
Ngày 27 tháng 4, pháo phản lực của Quân Giải phóng lần đầu tiên kể từ sau Hiệp định Paris 1973 bắn trúng các khu vực trọng yếu tại trung tâm Sài Gòn, bao gồm Chợ Lớn và khu vực quanh Chợ Bến Thành, gây thiệt hại đáng kể về nhà cửa và thương vong cho thường dân. Ngay sau vụ pháo kích, Đại sứ Graham Martin xuất hiện trên truyền hình quốc gia Sài Gòn tuyên bố: "Với tư cách là đại sứ Hoa Kỳ, tôi sẽ không bỏ trốn trong đêm tối". Tuy nhiên, vụ việc đã tác động trực tiếp đến kế hoạch sơ tán bằng đường hàng không: các chuyến bay sử dụng máy bay vận tải C-141 bị đình chỉ do lo ngại an toàn, buộc phía Hoa Kỳ phải chuyển sang sử dụng máy bay C-130 – loại có khả năng cơ động cao hơn nhưng sức chở thấp hơn. Trong điều kiện khẩn cấp, mỗi chiếc C-130 cất cánh từ Tân Sơn Nhứt chở tới khoảng 240 người, vượt xa công suất tiêu chuẩn.
Từ ngày 27 đến 29 tháng 4, tình hình trong thành phố trở nên hỗn loạn nghiêm trọng. Tiếng súng nhỏ, pháo phòng không và súng cối vang lên tại nhiều khu vực. Các cửa hàng trên các tuyến phố chính như đường Tự Do (nay là Đồng Khởi) đồng loạt đóng cửa. Nhiều người dân tranh thủ tràn vào các siêu thị Mỹ bị bỏ lại cùng các cửa hàng quân nhu PX để hôi của, lấy đi các mặt hàng tiêu dùng, thiết bị điện tử, rượu bia và thực phẩm. Những vật phẩm này được vận chuyển bằng xe kéo ra các khu chợ dã chiến gần Thảo Cầm Viên Sài Gòn để bán lại. Bất chấp lệnh giới nghiêm còn hiệu lực, người dân vẫn tụ tập đông đảo trên đường phố trong tình trạng vô tổ chức. Một số binh sĩ thuộc Sư đoàn 18 Bộ binh QLVNCH, sau khi bị tan rã tại mặt trận, đã quay về thành phố trong trạng thái hoảng loạn, có trường hợp sử dụng vũ khí để thị uy hoặc cướp giật nhằm vào người nước ngoài. Đồng thời, xuất hiện các báo cáo cho thấy lực lượng Quân Giải phóng đã tiến hành thâm nhập vào một số khu vực nội đô, gây ra tình trạng kiểm soát chồng lấn. Có thông tin ghi nhận máy bay trực thăng của Hoa Kỳ bị bắn rơi khi bay qua các khu vực có hỏa lực đối phương.

### Chiến dịch Gió lốc

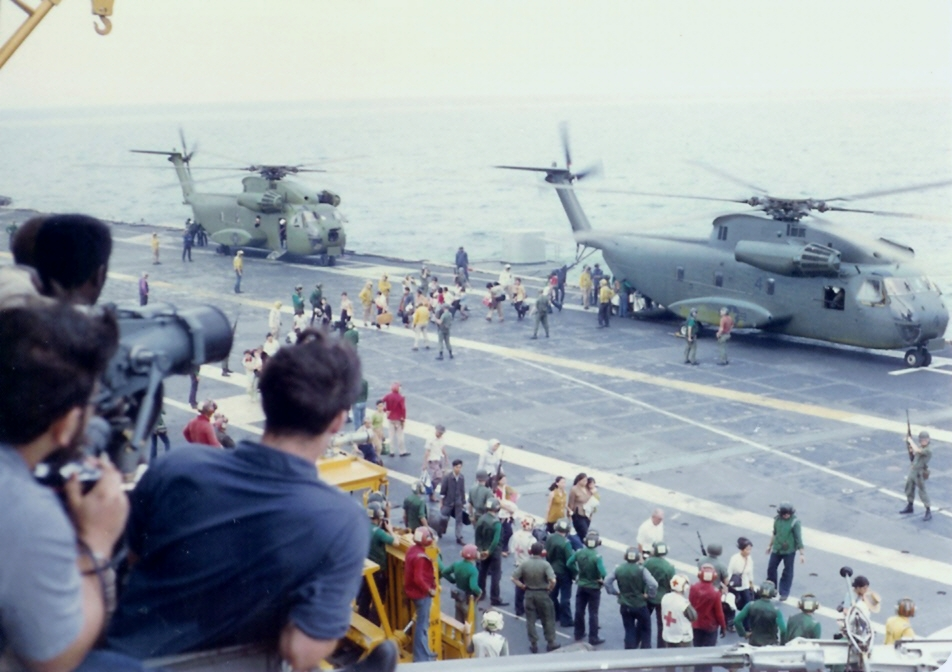
Trực thăng đưa người tị nạn từ Sài Gòn đến tàu sân bay USS Hancock (CV-19) của Hải quân Hoa Kỳ.

Từ chiều tối ngày 28 đến rạng sáng ngày 29 tháng 4 năm 1975, sân bay Tân Sơn Nhứt bị oanh kích dữ dội bởi máy bay cường kích A-37 và pháo hạng nặng của quân Giải phóng. Nhiều máy bay trong căn cứ bị phá hủy dưới làn đạn pháo. Đợt pháo kích kéo dài đến bình minh đã khiến Thiếu tướng Homer D. Smith, Tùy viên Quân sự cuối cùng của Hoa Kỳ tại Việt Nam, phải thông báo với Đại sứ Martin rằng đường băng đã hư hại nặng nề, không thể tiếp tục sử dụng máy bay cố định cánh cho chiến dịch di tản. Thay vào đó, cần chuyển sang phương án di tản toàn bộ bằng trực thăng.
Ban đầu, Đại sứ Martin vẫn cố giữ lời hứa đảm bảo mọi nhân viên liên quan tại Đại sứ quán Hoa Kỳ sẽ được đưa ra ngoài, nên ông do dự không muốn chấp thuận phương án thay thế. Tuy nhiên, sau khi đích thân đến Tân Sơn Nhứt và tận mắt chứng kiến mức độ thiệt hại nghiêm trọng, ông nhận ra lời cam kết đó không còn khả năng thực hiện. Cùng lúc, các báo cáo từ ngoại ô thành phố cho biết quân Giải phóng đang áp sát thành phố từ nhiều hướng. Vào 10 giờ 48 phút sáng, Đại sứ Martin liên hệ với Ngoại trưởng Henry Kissinger, thông báo ông chấp thuận khởi động Chiến dịch Gió lốc. Washington đáp ứng chỉ sau 3 phút, chính thức ban hành lệnh thực hiện. Tín hiệu bắt đầu chiến dịch được phát sóng trên đài phát thanh của quân đội Hoa Kỳ tại Sài Gòn, gồm hai phần: một bản tin thời tiết giả định với câu nói "Nhiệt độ ở Sài Gòn hiện là 112 độ F (tương đương 44 độ C) và tiếp tục tăng", tiếp theo là bản thu âm bài "White Christmas" do Bing Crosby trình bày. Đây là tín hiệu mật thông báo cho tất cả công dân Hoa Kỳ đang ở Việt Nam rằng chiến dịch sơ tán đã chính thức bắt đầu.

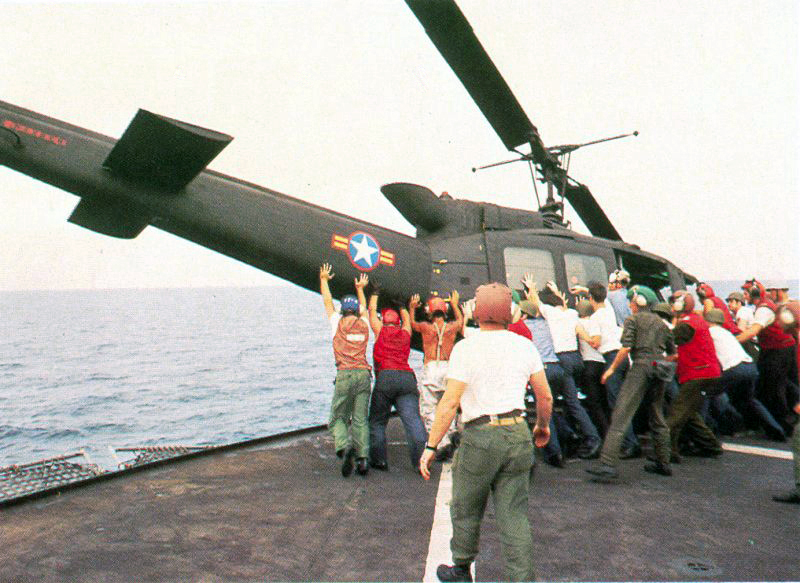
Nhân viên tác chiến trên boong tàu sân bay USS Midway hối hả đẩy các trực thăng UH-1 của Không lực VNCH xuống biển để giải phóng chỗ cho các trực thăng khác đang chờ hạ cánh.

Khi ca khúc "White Christmas" vang lên trên làn sóng phát thanh, cuộc đại di tản bằng trực thăng của Mỹ chính thức khởi động. Tại vùng biển phía nam Việt Nam, Hạm đội 7 của Hải quân Hoa Kỳ triển khai hàng chục tàu chiến áp sát vùng ven bờ để làm điểm tiếp nhận. Trong nội thành Sài Gòn, hàng loạt xe buýt quân sự được điều động, liên tục đưa người từ các điểm tập trung đến khu vực đón trực thăng. Trên bầu trời thành phố, máy bay trực thăng CH-53 và CH-46 bay rợp trời, liên tục thực hiện các chuyến vận chuyển công dân Mỹ cùng những người Việt Nam có liên hệ, ra các tàu ngoài khơi.
Khuôn viên Văn phòng Tùy viên Quốc phòng Hoa Kỳ (DAO) nằm ở phía đông nam sân bay Tân Sơn Nhứt là điểm sơ tán chính trong Chiến dịch Gió lốc. Phần lớn các xe buýt đưa người sơ tán đều có điểm đến cuối cùng tại đây. Những chiếc xe buýt đầu tiên đã đến khu vực DAO vào buổi trưa ngày 29 tháng 4, và ngay trong chiều hôm đó, trực thăng CH-53 bắt đầu tiếp cận sân bay từ ngoài khơi. Đến chiều tối, 395 công dân Mỹ và hơn 4.000 người Việt Nam đã được đưa ra khỏi Sài Gòn từ khu vực DAO. Lúc 23 giờ đêm, toàn bộ lính Thủy quân Lục chiến Hoa Kỳ làm nhiệm vụ bảo vệ sân bay Tân Sơn Nhứt được lệnh rút về tuyến phòng thủ cuối cùng, đồng thời kích nổ chất nổ phá hủy trụ sở chính DAO, bao gồm cả trang thiết bị, hồ sơ, tài liệu và tiền mặt của Mỹ. Cùng thời điểm, hãng hàng không Air America – một đơn vị ngụy trang của CIA – cũng triển khai trực thăng UH-1 tham gia vào chiến dịch, hỗ trợ vận chuyển hơn 1.000 người tị nạn trong ngày 29.
Mặc dù ban đầu, Đại sứ quán Hoa Kỳ tại Sài Gòn không được xác định là điểm sơ tán chính, mà chỉ đóng vai trò trạm trung chuyển cho nhân viên đại sứ quán và các chuyến xe nối các điểm tập kết đến sân bay, nhưng do nằm ngay trung tâm thành phố, nơi này nhanh chóng trở thành tâm điểm chú ý. Ngay từ sáng sớm, khoảng 10.000 người dân đã tụ tập quanh khuôn viên đại sứ quán. Dù phần lớn là người tò mò muốn biết tình hình ở đại sứ quán, nhưng cũng không ít người tìm cách xâm nhập khuôn viên, hy vọng được xét diện người tị nạn để có cơ hội rời khỏi Việt Nam. Nhiều người leo lên tường rào, tạo ra tình cảnh hỗn loạn. Cảnh sát Sài Gòn chỉ chịu phối hợp giữ gìn trật tự sau khi được hứa cho đi theo đoàn sơ tán. Ngoài ra, thời tiết mùa mưa đến sớm cũng ảnh hưởng đến chiến dịch. Trời nhiều mây, sương mù, khói lửa từ các đám cháy trong thành phố gây giảm tầm nhìn, ảnh hưởng nghiêm trọng đến đường bay của trực thăng.
Lúc 3 giờ 45 phút sáng ngày 30 tháng 4, Đại sứ Martin nhận được chỉ thị từ Kissinger và Ford yêu cầu chấm dứt việc di tản người Việt Nam, chỉ ưu tiên người Mỹ. Dù ban đầu cố trì hoãn để tiếp tục sơ tán thêm thường dân, lệnh này vẫn được chính thức thực thi sau 4 giờ sáng, do lo ngại quân Giải phóng sắp tiến vào thành phố và Washington mong muốn tuyên bố kết thúc chiến dịch sớm. Vào khoảng 4 giờ 55 phút sáng, Đại sứ Graham Martin lên trực thăng CH-46 của Phi đội trực thăng 165 Thủy quân Lục chiến Hoa Kỳ, rời khỏi tòa đại sứ. Chiếc trực thăng cuối cùng cất cánh lúc 7 giờ 53 phút, đưa theo nhóm lính Thủy quân Lục chiến cuối cùng bảo vệ tòa nhà. Tổng kết, từ nóc tòa đại sứ đã sơ tán được 978 công dân Mỹ và hơn 1.000 người Việt Nam. Tuy nhiên, khi chiếc trực thăng cuối rời đi, hàng trăm người Việt vẫn bị bỏ lại trong khuôn viên, và nhiều người khác tụ tập ngoài phố chờ đợi trong tuyệt vọng.
Chiến dịch Gió lốc không vấp phải sự can thiệp quân sự trực tiếp nào từ quân Giải phóng. Dù một số phi công Mỹ nhận được cảnh báo rằng pháo phòng không miền Bắc đang nhắm vào họ nhưng trên thực tế không có chiếc trực thăng nào bị bắn trúng. Theo đánh giá của Bộ Tổng tham mưu Việt Nam Dân chủ Cộng hòa, nếu để Mỹ hoàn tất việc rút lui, họ sẽ giảm khả năng can thiệp vào chiến dịch Hồ Chí Minh, do đó Đại tướng Văn Tiến Dũng nhận lệnh không được tấn công máy bay Mỹ. Dù chiến dịch sơ tán chính thức kết thúc, nhiều người Việt vẫn tiếp tục tự tìm cách thoát khỏi đất nước. Nhiều phi công của Không lực Việt Nam Cộng hòa tự điều khiển trực thăng bay ra tàu chiến Hoa Kỳ ngoài khơi để xin tị nạn. Một trong số đó là cựu Thủ tướng kiêm Tư lệnh Không quân Nguyễn Cao Kỳ. Do số lượng trực thăng quá lớn, nhiều chiếc sau khi hạ cánh phải bị đẩy xuống biển để nhường chỗ cho các máy bay khác đến sau. Ngoài trực thăng, còn có một số máy bay cánh cố định (fixed-wing aircraft) hạ cánh thành công xuống tàu sân bay của Hoa Kỳ.

### Dương Văn Minh nắm quyền
Cuối tháng 4 năm 1975, hệ thống chỉ huy quân sự của Việt Nam Cộng hòa rơi vào trạng thái suy sụp nhanh chóng. Sau khi Tổng thống Nguyễn Văn Thiệu từ chức ngày 21 tháng 4 và Trần Văn Hương từ chức ngày 28 tháng 4, Đại tướng Dương Văn Minh chính thức nhậm chức Tổng thống Việt Nam Cộng hòa. Sau khi thành lập nội các, ông nhanh chóng triển khai công việc thăm dò thương thuyết nhằm đáp ứng những yêu sách của Chính phủ Cách mạng lâm thời Cộng hòa miền Nam Việt Nam để chấm dứt chiến tranh.
Tại Bộ Tổng tham mưu Quân lực Việt Nam Cộng hòa, các sĩ quan cao cấp lần lượt rời bỏ nhiệm sở. Tổng tham mưu trưởng Đại tướng Cao Văn Viên cùng nhiều tướng lĩnh cấp cao như Trung tướng Đồng Văn Khuyên (Tổng tham mưu trưởng trong vòng 1 ngày) và Trung tướng Nguyễn Văn Minh (Tư lệnh Biệt khu Thủ đô) đã bí mật di tản khỏi Việt Nam. Việc các nhân sự chủ chốt rút lui khiến bộ máy chỉ huy quân sự miền Nam gần như tê liệt trong thời điểm khủng hoảng. Trong bối cảnh đó, Tổng thống Dương Văn Minh buộc phải nhanh chóng bổ nhiệm các nhân sự thay thế, trong đó có Trung tướng Nguyễn Phúc Vĩnh Lộc làm tổng tham mưu trưởng, Chuẩn tướng Nguyễn Hữu Hạnh làm phụ tá tổng tham mưu trưởng và Thiếu tướng Lâm Văn Phát làm tư lệnh Biệt khu Thủ đô.
Trong nỗ lực cuối cùng nhằm tìm kiếm sự hỗ trợ quốc tế, sáng ngày 28 tháng 4, tướng tình báo Pháp François Vanussème đã đề nghị Dương Văn Minh kêu gọi Trung Quốc can thiệp quân sự để cứu vãn tình hình. Cùng lúc đó, một nhân viên ngoại giao Trung Quốc cũng gợi ý rằng QLVNCH nên cố thủ tại Vùng 4 Chiến thuật, hứa hẹn Trung Quốc sẽ tấn công biên giới phía Bắc Việt Nam để tạo thế "vây Ngụy cứu Triệu" gây tạo áp lực ép Hà Nội rút quân. Bản thân Dương Văn Minh, vốn đã được Ban Binh vận Trung ương Cục miền Nam thông qua em trai là Dương Thanh Nhựt (Đại tá QGPMNVN) và gia đình thuyết phục từ trước, đã từ chối. Dương Văn Minh tuyên bố rằng ông không muốn tiếp tục trở thành "tay sai" cho bất kỳ thế lực ngoại bang nào khác và chọn con đường chấm dứt chiến tranh trong hòa bình thay vì kéo dài xung đột dưới sự can thiệp của nước ngoài.

## Quân Giải phóng tiến vào Sài Gòn

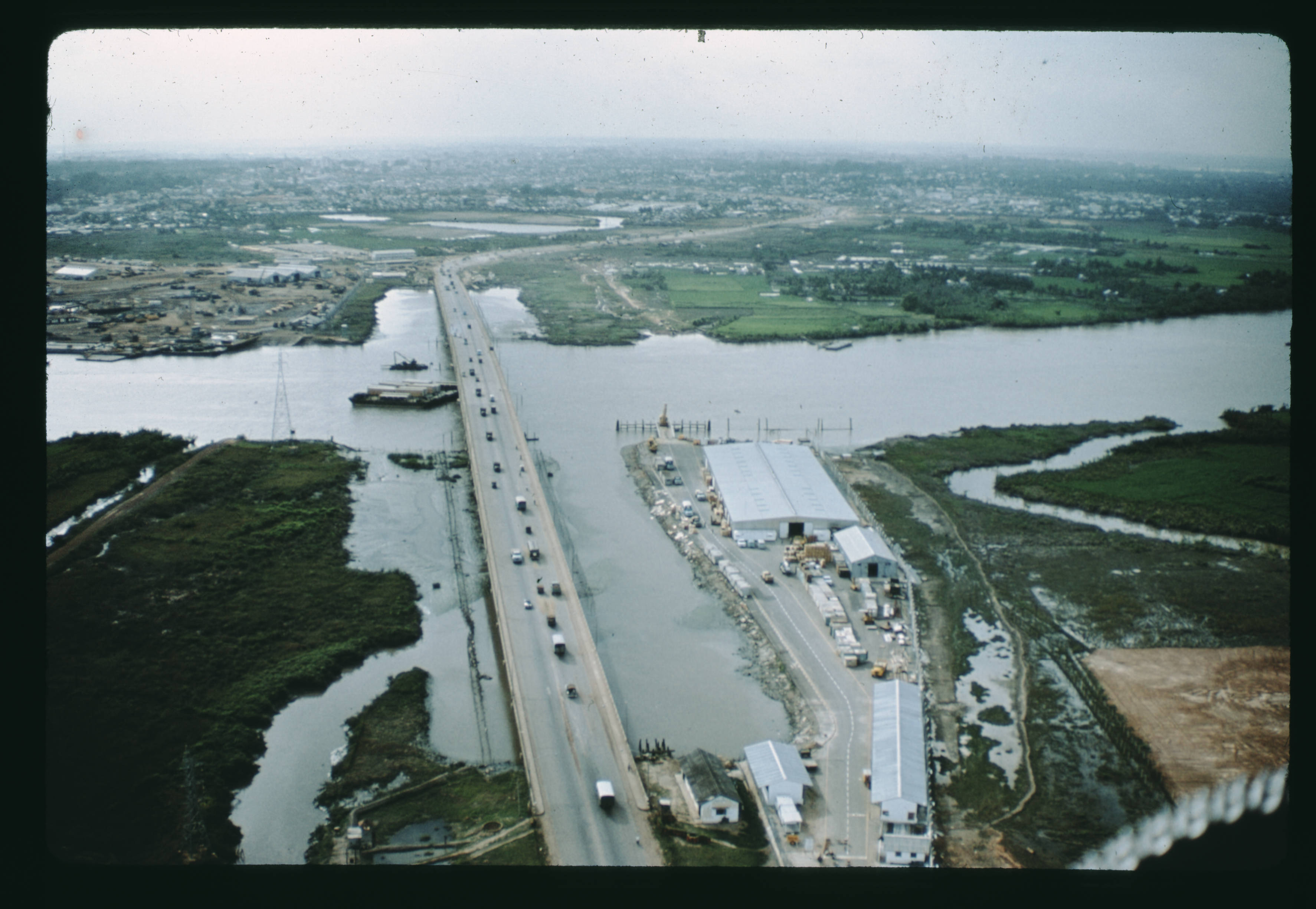
Cầu Tân Cảng (nay là Cầu Sài Gòn), một trong những nơi diễn ra giao tranh ác liệt cuối cùng trước khi Sài Gòn sụp đổ

Vào rạng sáng ngày 30 tháng 4, Đại tướng Văn Tiến Dũng nhận được lệnh tấn công từ Bộ Chính trị Ban Chấp hành Trung ương Đảng Lao động Việt Nam. Ông sau đó ra chỉ thị cho các chỉ huy mặt trận tiến thẳng vào các cơ sở trọng yếu và các điểm chiến lược trong nội đô. Đơn vị đầu tiên của quân Giải phóng tiến vào thành phố là Sư đoàn 324. Vào thời điểm đó, chính quyền Sài Gòn không đưa ra lời kêu gọi nào đến người dân về việc hiến máu, lương thực hay hỗ trợ khác. Lúc 8:00 sáng, ba giờ sau khi chiếc trực thăng cuối cùng rời nóc Đại sứ quán Hoa Kỳ, Thượng tướng Trần Văn Trà ra lệnh cho các đơn vị QGPMNVN tiến vào Sài Gòn từ năm hướng. Lúc bấy giờ, lực lượng đặc công quân Giải phóng tấn công cầu Tân Cảng nhưng bị lực lượng Dù của QLVNCH đẩy lui. Lúc 09:00, đoàn xe tăng QGPMNVN tiếp cận cầu và bị pháo kích bởi xe tăng QLVNCH, một xe T-54 đi đầu bị bắn cháy khiến tiểu đoàn trưởng Ngô Văn Nhỡ tử trận.
Lực lượng Đặc nhiệm 3, Liên đoàn Biệt Cách Dù 81 của QLVNCH dưới quyền Thiếu tá Phạm Châu Tài phòng thủ sân bay Tân Sơn Nhứt, được tăng cường bởi tàn quân đơn vị Lôi Hổ. Lúc 07:15 sáng, Trung đoàn 24 quân Giải Phóng tiếp cận ngã tư Bảy Hiền, cách cổng chính sân bay khoảng 1,5 km. Xe tăng T-54 dẫn đầu trúng đạn súng không giật M67, chiếc kế tiếp bị một xe tăng M48 bắn cháy. Bất chấp tổn thất ban đầu, bộ binh QGPMNVN tiếp tục áp sát theo đội hình từng tổ nhỏ, tiến hành cận chiến quyết liệt với lực lượng phòng thủ trong từng ngôi nhà dọc trục giao thông. Trận đánh diễn ra ác liệt, buộc các đơn vị QLVNCH phải co cụm, rút lui về khu vực sân bay lúc 08:45. Ngay sau đó, QGPMNVN điều ba xe tăng cùng một tiểu đoàn bộ binh tổ chức đợt xung phong trực diện vào cổng chính sân bay. Tuy nhiên, hỏa lực chống tăng dày đặc cùng các ổ súng máy của QLVNCH đã lập tức khai hỏa, tiêu diệt toàn bộ đội hình xung kích. Cả ba xe tăng bị bắn cháy, ít nhất 20 binh sĩ QGPMNVN nằm lại trận địa. QGPMNVN cố gắng triển khai một khẩu pháo cao xạ 52-K 85 mm để yểm trợ, nhưng bị bắn hỏng trước khi kịp khai hỏa.
Sư đoàn 10 QGPMNVN lệnh điều thêm tám xe tăng và một tiểu đoàn bộ binh tăng viện. Tuy nhiên, khi tiếp cận ngã tư Bảy Hiền, họ bị không kích bởi các máy bay tiêm kích của KLVNCH xuất phát từ căn cứ không quân Bình Thủy, khiến hai xe tăng T-54 bị phá hủy. Sáu xe còn lại đến được cổng chính lúc 10:00, mở đợt tấn công tiếp theo, nhưng hai xe bị bắn cháy tại chỗ và một chiếc khác bị tiêu diệt khi đang cố gắng tạt sườn. Một cánh quân khác gồm Tiểu đoàn xe tăng 2 và Trung đoàn bộ binh 28 tiến đánh Bộ Tổng Tham mưu. Dù nhận tin Tổng thống Dương Văn Minh tuyên bố đầu hàng, một số đơn vị vẫn tiếp tục chống cự lẻ tẻ cho đến khi các lực lượng tiến công kiểm soát hoàn toàn khu vực này.
Lúc 10:24, Tổng thống Dương Văn Minh hạ lệnh đơn phương ngừng chiến và tuyên bố sẽ đầu hàng vô điều kiện. Ông ra lệnh cho toàn bộ QLVNCH ngừng bắn trong trật tự và giữ nguyên vị trí, đồng thời mời Chính phủ Cách mạng Lâm thời tham gia vào một lễ bàn giao chính quyền có trật tự nhằm tránh đổ máu không cần thiết. Khoảng 10:30, Thiếu tá Phạm Châu Tài tại phi trường Tân Sơn Nhứt sau khi nghe tin về tuyên bố đầu hàng qua phát thanh đã đến Bộ Tổng Tham mưu để xin chỉ thị. Ông gọi cho Dương Văn Minh và được chỉ đạo chuẩn bị đầu hàng. Theo một số nguồn, Thiếu tá Tài có nói với ông Minh rằng: "Nếu xe tăng Việt Cộng tiến vào Dinh Độc Lập, chúng tôi sẽ đến giải cứu ngài." Tuy nhiên, sau khi Dương Văn Minh từ chối, ông đã ra lệnh cho binh sĩ rút khỏi cổng sân bay. Quân Giải phóng tiến vào căn cứ lúc 11:30.
Tại khu vực cầu Tân Cảng, QLVNCH vẫn tiếp tục đấu pháo với xe tăng của QGPMNVN cho đến khi chỉ huy QLVNCH nhận được lệnh đầu hàng qua sóng vô tuyến. Mặc dù cầu đã được gài sẵn khoảng 1.800 kilôgam (1,8 t) thuốc nổ từ trước, lệnh kích hoạt không được thực hiện. Đến 10 giờ 30 phút, đoàn xe tăng của QGPMNVN tiến qua cầu, mở đường tiến vào nội đô Sài Gòn.

### Tuyên bố đầu hàng chính thức
Lữ đoàn xe tăng 203 thuộc Quân đoàn 2 (do Thiếu tướng Nguyễn Hữu An chỉ huy), dưới quyền Chỉ huy trưởng Nguyễn Tất Tài và Chính ủy Bùi Văn Tùng, là đơn vị đầu tiên xông vào Dinh Độc Lập vào đầu giờ trưa ngày 30 tháng 4 năm 1975. Xe tăng 843 (loại T-54 của Liên Xô) là chiếc đầu tiên đâm vào cổng phụ bên phải của Dinh. Khoảnh khắc này được quay lại bởi nhà quay phim người Úc Neil Davis. Ngay sau đó, xe tăng 390 (loại Type 59 của Trung Quốc) đã phá cổng chính và tiến vào sân trước. Trong nhiều năm, tài liệu chính thức của chính phủ Việt Nam và một số nguồn sử học quốc tế vẫn ghi nhận rằng xe tăng 843 là chiếc đầu tiên tiến vào Dinh Độc Lập. Tuy nhiên, năm 1995, Françoise Demulder công bố bức ảnh cho thấy xe 390 thực tế đã vào trước qua cổng chính, còn xe 843 vẫn đang kẹt phía sau trụ thép của cổng phụ bên phải (nhìn từ bên trong dinh ra). Trong ảnh, Bùi Quang Thận được thấy đang chạy bộ với lá cờ Giải phóng quân trong tay. Cả hai xe tăng sau đó đều được công nhận là bảo vật quốc gia năm 2012. Xe 843 hiện đang được trưng bày tại Bảo tàng Lịch sử Quân sự Việt Nam ở Nam Từ Liêm, Hà Nội, còn xe 390 hiện được trưng bày tại Bảo tàng Lực lượng Tăng - Thiết giáp ở Cầu Giấy, Hà Nội.

Dương Văn Minh và Vũ Văn Mẫu được binh sĩ QGPMNVN hộ tống ra xe Jeep để đến đài phát thanh đọc tuyên bố đầu hàng

Vào lúc 11:30, Trung úy Bùi Quang Thận đã hạ lá cờ Việt Nam Cộng hòa trên nóc dinh xuống và kéo lá cờ Chính phủ Cách mạng lâm thời Cộng hòa Miền Nam Việt Nam lên. Khoảng 10 phút sau khi xe tăng 390 phá cổng, Chính ủy Bùi Văn Tùng cũng tới dinh. Khi Dương Văn Minh thấy Trung tá Tùng là sĩ quan cao cấp nhất có mặt lúc đó, ông nói: "Tôi chờ các ông tới để bàn giao chính quyền". Bùi Văn Tùng liền đáp: "Các ông đã không còn gì để bàn giao. Thay mặt Cách mạng, tôi đề nghị ông ra lệnh đầu hàng vô điều kiện để tránh đổ máu không cần thiết." Bùi Văn Tùng sau đó viết bản tuyên bố đầu hàng, giải thể toàn bộ chính quyền Việt Nam Cộng hòa. Ông cùng nhiều người, trong đó có Đại úy Phạm Xuân Thệ hộ tống Dương Văn Minh đến Đài phát thanh Sài Gòn để đọc tuyên bố, nhằm tránh thêm thương vong không cần thiết. Toàn bộ sự kiện được nhà báo Đức Börries Gallasch ghi âm lại bằng máy ghi âm cá nhân. Vào lúc 14 giờ 30, tại đài phát thanh, Tổng thống Dương Văn Minh thay mặt toàn bộ nội các của chính phủ Sài Gòn đã đọc tuyên bố đầu hàng vô điều kiện:
Tôi, Đại tướng Dương Văn Minh, Tổng thống chính quyền Sài Gòn, kêu gọi Quân lực Việt Nam Cộng Hòa hạ vũ khí đầu hàng không điều kiện quân Giải phóng Miền Nam Việt Nam. Tôi tuyên bố chính quyền Sài Gòn từ trung ương đến địa phương phải giải tán hoàn toàn. Từ trung ương đến địa phương trao lại cho Chính phủ Cách mạng lâm thời miền Nam Việt Nam.
Thay mặt các đơn vị quân Giải phóng đánh chiếm dinh Độc Lập, Trung tá Bùi Văn Tùng đọc lời tiếp nhận đầu hàng:
Chúng tôi đại diện lực lượng quân Giải phóng Miền Nam Việt Nam long trọng tuyên bố Thành phố Sài Gòn đã được giải phóng hoàn toàn, chấp nhận sự đầu hàng không điều kiện của Tướng Dương Văn Minh, Tổng thống chính quyền Sài Gòn.

### Những tranh cãi
Mặc dù nhiều nhân chứng trong và ngoài nước khẳng định Chính ủy Bùi Văn Tùng là người đã soạn thảo bản tuyên bố đầu hàng để Tổng thống Dương Văn Minh đọc lên sóng phát thanh vào trưa ngày 30 tháng 4 năm 1975. Khoảng 2 tuần sau đó, ngày 16 tháng 5 năm 1975, Chính ủy Bùi Văn Tùng đã vinh dự được thay mặt cán bộ, chiến sĩ 5 cánh quân nhận cái hôn thân mật của Chủ tịch Tôn Đức Thắng tại Dinh Độc Lập. Tuy nhiên, nhiều năm sau đó, công lao của ông dần bị rơi vào quên lãng. Rắc rối bắt đầu diễn ra khi từ năm 1985, Trung tướng Phạm Xuân Thệ – nguyên Đại úy, Trung đoàn phó Trung đoàn 66, người cũng có mặt tại Dinh Độc Lập và Đài phát thanh hôm đó – bắt đầu xuất hiện trên báo chí và tại các hội thảo, khẳng định dứt khoát rằng chính ông mới là người trực tiếp chấp bút văn kiện đầu hàng.
Sự việc trở nên phức tạp vì không có bản thảo gốc nào còn tồn tại để xác minh. Ông Bùi Văn Tùng cho biết ông đã giao lại bản thảo cho cán bộ chính trị sau sự kiện, trong khi ông Phạm Xuân Thệ thì nói bản viết tay đã bị thất lạc khi thay quân phục. Tranh cãi càng thêm căng thẳng sau thông báo của Viện Lịch sử Quân sự Việt Nam năm 2006, trong đó kết luận rằng ông Thệ và cán bộ Trung đoàn 66 là người soạn thảo ban đầu, còn ông Tùng chỉ xuất hiện sau và tham gia hoàn chỉnh văn bản. Kết luận này bị nhiều cựu chiến binh Lữ đoàn xe tăng 203 và một số nhà nghiên cứu lịch sử phản đối, cho rằng thiếu khách quan và không phản ánh đúng thực tế. Trước tuyên bố của Trung tướng Thệ, Bùi Văn Tùng, lúc này đã về hưu, chỉ nói "Dù là tôi thảo hay người khác nhận là họ thảo lời tuyên bố đầu hàng đó thì cũng đều là đại diện cho quân đội ta. Chiến thắng đó là chiến thắng của Đảng ta, quân đội ta, nhân dân ta". Tuy nhiên, nhiều nhà nghiên cứu, nhà báo, với mong muốn xác minh sự thật lịch sử, đã tiến hành nghiên cứu, phỏng vấn các nhân chứng có mặt vào ngày 30 tháng 4.
Một tư liệu đáng chú ý đến từ nhà báo Tây Đức Börries Gallasch, một trong số ít người nước ngoài có mặt tại hiện trường, đã mô tả chi tiết việc ông Bùi Văn Tùng thảo văn kiện đầu hàng trên một mảnh giấy màu xanh, trực tiếp hướng dẫn Dương Văn Minh ghi âm tuyên bố. Cũng theo ông, đã có tranh cãi giữa phía đại diện Quân Giải phóng và ông Dương Văn Minh về cách xưng danh trong bản tuyên bố, và cuối cùng Minh buộc phải đọc đầy đủ: "Tôi, đại tướng Dương Văn Minh, Tổng thống của chính quyền Sài Gòn". Gallasch còn mô tả cụ thể vị trí ngồi, không khí trong phòng thu và việc ông là người trực tiếp bật máy ghi âm tại thời điểm tuyên bố được ghi lại. Lời kể của Gallasch khớp với nội dung mà Đại tá Bùi Văn Tùng nhiều lần khẳng định trong các cuộc phỏng vấn và bài báo từ sau năm 1975, cũng như phù hợp với một số nhân chứng khác có mặt tại Đài phát thanh lúc đó, như sinh viên Nguyễn Hữu Thái và Huỳnh Ngọc Chênh. Trong khi đó, văn bản tuyên bố đầu hàng được ông Phạm Xuân Thệ thuật lại trong hồi ức lại không hoàn toàn trùng khớp với lời lẽ mà ông Dương Văn Minh đã thực sự đọc trên đài.
Năm 2010, cuốn sách Thành phố Hồ Chí Minh: Giờ khắc số 0 của nhà báo Gallasch đã được xuất bản tại Việt Nam. Năm 2011, bộ chính sử Lịch sử Nam bộ kháng chiến do cố Thủ tướng Võ Văn Kiệt làm Chủ tịch Hội đồng Chỉ đạo biên soạn cũng hoàn thành. Cả hai cuốn sách đều khẳng định ông Bùi Văn Tùng chính là người đã thảo lời tuyên bố đầu hàng cho Tổng thống Dương Văn Minh chứ không phải Phạm Xuân Thệ. Tuy nhiên, đến năm 2025, trước thềm kỷ niệm 50 năm thống nhất Việt Nam, Trung tướng Thệ vẫn tiếp tục khẳng định với VietNamNet rằng ông là thảo lời tuyên bố đầu hàng.
Ngoài ra, Đại tá Bùi Tín, một nhà báo quân đội có mặt tại dinh Độc lập vào buổi trưa hôm đó, cũng từng xác nhận trong hồi ký rằng ông Bùi Văn Tùng là người viết và tiếp nhận tuyên bố đầu hàng. Tuy nhiên, trong một cuộc phỏng vấn với đài WGBH (Hoa Kỳ) năm 1981, ông Tín lại nói rằng chính ông mới là người đầu tiên tiếp xúc và tiếp nhận sự đầu hàng. Sau khi rời Việt Nam và trở thành một nhân vật bất đồng chính kiến ở hải ngoại, ông Bùi Tín tiếp tục lặp lại quan điểm này trên nhiều phương tiện truyền thông quốc tế. Những tuyên bố này đã dẫn đến sự nhầm lẫn trong một số tài liệu và công trình nghiên cứu phương Tây, khiến một số phóng viên và sử gia ghi nhận rằng Bùi Tín, chứ không phải Bùi Văn Tùng, mới là người chính thức tiếp nhận sự đầu hàng của chính phủ Sài Gòn.

## Những sự kháng cự cuối cùng
Sau khi Quân Giải phóng miền Nam Việt Nam tiếp quản Sài Gòn, các tuyến liên lạc chính giữa thành phố và thế giới bên ngoài lập tức bị cắt đứt. Ngay trong buổi sáng ngày 30 tháng 4, khu vực phía Tây Nam thủ đô – đặc biệt là vùng Đồng bằng sông Cửu Long – vẫn còn ghi nhận các hoạt động tác chiến lẻ tẻ. Một số máy bay của Không lực Việt Nam Cộng hòa cất cánh từ căn cứ không quân Bình Thủy (nay là Sân bay quốc tế Cần Thơ) nhằm đánh chặn các đơn vị QGPMNVN đang tiến công, đánh dấu trận xuất kích cuối cùng của KLVNCH trong chiến tranh Việt Nam.
Trên bộ, lực lượng thuộc Quân đoàn 4 của QLVNCH vẫn tiếp tục duy trì hoạt động đối kháng. Chuẩn tướng Lê Văn Hưng, Phó Tư lệnh quân đoàn, từng dự tính tận dụng nguồn lương thực dồi dào của vùng đồng bằng để tổ chức một phong trào kháng chiến bí mật kéo dài. Tuy nhiên, các đơn vị du kích quân Giải phóng tại địa phương – vốn từng bị tổn thất nặng nề trong giai đoạn Chiến dịch Phụng Hoàng – nhanh chóng trỗi dậy, mở các đợt tấn công tái kiểm soát địa bàn, cô lập Quân đoàn 4 với trung tâm Sài Gòn, khiến kế hoạch kháng cự nhanh chóng sụp đổ.
Tối ngày 30 tháng 4, tại Bộ Tư lệnh Quân đoàn 4 ở Cần Thơ, Chuẩn tướng Lê Văn Hưng cùng Thiếu tướng Nguyễn Khoa Nam, Tư lệnh Quân khu, đã chọn cách tự sát trước tình thế thất bại không thể đảo ngược. Ngay sau đó, Quân khu 4 chính thức tan rã. Cùng ngày, một số tướng lĩnh khác của Nam Việt Nam cũng tự kết liễu, bao gồm Chuẩn tướng Trần Văn Hai – Tư lệnh Sư đoàn 7 Bộ binh, và Thiếu tướng Phạm Văn Phú – nguyên Tư lệnh Quân khu 2. Trong những ngày đầu tháng 5, rải rác vẫn còn một số nhóm quân cảnh và binh sĩ QLVNCH tiếp tục kháng cự, tiêu biểu như trường hợp của Đại tá Hồ Ngọc Cẩn, nhưng đều nhanh chóng bị đánh bại và bắt giữ.
Cũng trong tối ngày 30 tháng 4, các tỉnh ngoại vi chưa bị kiểm soát hoàn toàn như Tây Ninh, Hậu Nghĩa, Long An và Gò Công lần lượt tuyên bố đầu hàng. Đến ngày 2 tháng 5 năm 1975, toàn bộ các tỉnh thuộc vùng Đồng bằng sông Cửu Long và phần còn lại của miền Nam đã tuyên bố chấp nhận sự tiếp quản của Chính phủ Cách mạng Lâm thời Cộng hòa Miền Nam Việt Nam.

## Hậu quả

### Sài Gòn dưới chính quyền mới
Sau khi lực lượng cách mạng tiếp quản Sài Gòn, công tác ổn định trật tự xã hội được tiến hành nhanh chóng. Do tác động trước đó của Chiến dịch Phụng Hoàng đã làm suy yếu các tổ chức và mạng lưới cơ sở nội địa của phong trào cách mạng trong thời kỳ chiến tranh, việc tiếp quản và quản lý thành phố trọng yếu này ban đầu do các đơn vị quân đội Nhân dân Việt Nam trực tiếp đảm nhận. Sau đó, Trung tướng Trần Văn Trà được bổ nhiệm làm Chủ tịch Ủy ban Quân quản Sài Gòn – Gia Định, trở thành người đứng đầu bộ máy chính quyền cách mạng tại khu vực đô thị lớn nhất miền Nam. Tình trạng hỗn loạn gần như vô chính phủ trước ngày 30 tháng 4 nhanh chóng được kiểm soát nhờ việc thiết lập chế độ quản lý quân sự nghiêm ngặt. Tuy nhiên, trong giai đoạn đầu tiếp quản, vẫn xảy ra hiện tượng hôi của và phá hoại đối với một số công trình thương mại và cơ sở ngoại giao cũ, tiêu biểu như việc Tòa Đại sứ Hoa Kỳ bị đám đông tràn vào và tượng đài lính Thủy quân Lục chiến gần tòa nhà Quốc hội cũ (nay là Nhà hát Lớn Thành phố Hồ Chí Minh) bị kéo đổ bằng dây thừng.
Ngày 1 tháng 5, chính quyền cách mạng ra tuyên bố tiếp quản toàn bộ cơ quan ngoại giao nước ngoài còn hoạt động tại Sài Gòn, ngoại trừ Đại sứ quán Pháp được phép duy trì hoạt động như một ngoại lệ ngoại giao. Ngày 4 tháng 5, một số cựu lãnh đạo Việt Nam Cộng hòa như Dương Văn Minh và Vũ Văn Mẫu được phóng thích. Từ ngày 15 tháng 5, các cuộc diễu hành mừng chiến thắng diễn ra khắp các trục đường lớn của thành phố. Đến tháng 7 năm 1976, thành phố Sài Gòn chính thức được đổi tên thành Thành phố Hồ Chí Minh nhằm tưởng niệm Chủ tịch Hồ Chí Minh, người đặt nền móng cho sự nghiệp giải phóng dân tộc và thống nhất đất nước.
Ngay sau khi nắm quyền kiểm soát, chính quyền cách mạng khẩn trương triển khai các chính sách tái cơ cấu đô thị – nông thôn. Trong những năm chiến tranh, dân số Sài Gòn tăng đột biến do dòng người di cư từ nông thôn dồn về thành phố, gây ra tình trạng thất nghiệp và mất cân đối xã hội khi Trung tướng Trần Văn Trà tiếp quản chính quyền. Để giải quyết tình trạng này, chính quyền áp dụng chính sách trại cải tạo đối với cựu binh sĩ và sĩ quan Việt Nam Cộng hòa, đồng thời thực hiện kiểm soát lương thực để khuyến khích một bộ phận cư dân thành thị di cư về các khu vực nông thôn. Theo thống kê chính thức của Việt Nam, trong vòng hai năm sau sự kiện 30 tháng 4, dân số Thành phố Hồ Chí Minh đã giảm khoảng 1 triệu người; mục tiêu dài hạn tiếp tục đặt ra là di dời thêm 500.000 người.

## Kỷ niệm
Hiện nay, sự kiện ngày 30 tháng 4 được chính thức xác định tại Việt Nam là "Ngày Giải phóng miền Nam, thống nhất đất nước". Đây là một trong những ngày lễ lớn hàng năm, thường được tổ chức liền kề với Ngày Quốc tế Lao động 1 tháng 5, tạo thành kỳ nghỉ lễ kéo dài. Nhân dịp này, chính quyền Việt Nam tổ chức nhiều hoạt động kỷ niệm quy mô lớn, bao gồm bắn pháo hoa, biểu diễn văn nghệ, các lễ hội quần chúng, cùng với các cuộc diễu binh, diễu hành được tổ chức định kỳ tại Thành phố Hồ Chí Minh mỗi 10 năm. Người dân cũng tận dụng kỳ nghỉ dài ngày để tham gia các hoạt động du lịch trong nước hoặc ra nước ngoài.
Ngược lại, đối với cộng đồng người Việt hải ngoại, đặc biệt tại Hoa Kỳ và một số quốc gia có đông người gốc Việt sinh sống – vốn chủ yếu bao gồm những người rời Việt Nam sau năm 1975 để tránh sự kiểm soát của chính quyền mới – ngày 30 tháng 4 lại mang một ý nghĩa hoàn toàn khác biệt. Trong cộng đồng này, sự kiện 30 tháng 4 được tưởng niệm dưới tên gọi "Tháng Tư Đen". Các hoạt động tưởng niệm như thắp nến, truy điệu thường xuyên được tổ chức. Trong những buổi lễ này, cờ vàng ba sọc đỏ – Quốc kỳ Việt Nam Cộng hòa – vẫn thường xuyên xuất hiện như một phần của nghi thức tưởng niệm.

### Ấn phẩm
- Âu Thanh Hà (1978).  《西貢淪亡記》 [Ký sự Sài Gòn thất thủ] (bằng tiếng Trung). Đài Bắc: Thời Báo Văn Hóa Xuất Bản Sự Nghiệp Hữu Hạn Công Ty [時報文化出版事業有限公司].
- Boniface, Roger (2010). MIGs Over North Vietnam: The Vietnam People's Air Force in Combat, 1965-75 (bằng tiếng Anh). Mechanicsburg: Stackpole Books. ISBN 978-0-8117-0696-4.
- Brown, Weldon A. (1976). The Last Chopper: The Dénouement of the American Role in Vietnam, 1963–1975 (bằng tiếng Anh). Kennikat Press. ISBN 0-8046-9121-5.
- Butler, David (1985). The Fall of Saigon (bằng tiếng Anh). New York: Simon and Schuster. ISBN 0-671-46675-5.
- Cohen, Steven D. (1983). Vietnam: Anthology and Guide to A Television History [Việt Nam: Tuyển tập và Hướng dẫn về Lịch sử Truyền hình] (bằng tiếng Anh). New York: Knopf. ISBN 978-0-394-33251-2. OCLC 10800446.
- Dawson, Alan (1977). 55 Days: The Fall of South Vietnam (bằng tiếng Anh). Prentice-Hall. ISBN 0-13-314476-3.
- Dunham, George R.; Quinlan, David A. (1990). U.S. Marines in Vietnam: The Bitter End, 1973–1975 (PDF) (bằng tiếng Anh). Washington, D.C.: History and Museums Division, Headquarters, U.S. Marine Corps. ISBN 978-0-16-026455-9. Lưu trữ (PDF) bản gốc ngày 10 tháng 7 năm 2021. Truy cập ngày 3 tháng 5 năm 2021.
- Engelmann, Larry (1990). Tears Before the Rain: An Oral History of the Fall of South Vietnam (bằng tiếng Anh). Oxford University Press. ISBN 978-0-19-505386-9.
- Giải Lực Phu (1993).  《越南戰爭》（下卷） [Chiến tranh Việt Nam (quyển 2)] (bằng tiếng Trung). Bắc Kinh: Nhà xuất bản Tri thức Thế giới [世界知識出版社].
- Isaacs, Arnold (1983). Without Honor: Defeat in Vietnam and Cambodia (bằng tiếng Anh). The Johns Hopkins University Press. ISBN 0-8018-6107-1.
- Kissinger, Henry (2003). Ending the Vietnam War: A History of America's Involvement in and Extrication from the Vietnam War (bằng tiếng Anh). Simon & Schuster. ISBN 0-7432-1532-X.
- Lipman, Jana K. (2014). "A Refugee Camp in America: Fort Chaffee and Vietnamese and Cuban Refugees, 1975–1982". Journal of American Ethnic History. 33 (2): 58. doi:10.5406/jamerethnhist.33.2.0057. JSTOR 10.5406/jamerethnhist.33.2.0057. Lưu trữ bản gốc ngày 25 tháng 1 năm 2021. Truy cập ngày 23 tháng 1 năm 2021.
- Moise, Edwin E. (Fall 1988). "Nationalism and Communism in Vietnam". Journal of Third World Studies. 5 (2). University Press of Florida: 6–22. JSTOR 45193059.
- "The Americans Depart". Opinion. The New York Times. ngày 30 tháng 4 năm 1975. tr. 37. Lưu trữ bản gốc ngày 16 tháng 8 năm 2021. Truy cập ngày 16 tháng 8 năm 2021.
- Pike, Douglas (1970). The Viet-Cong Strategy of Terror (PDF) (bằng tiếng Anh). Bản gốc (PDF) lưu trữ ngày 20 tháng 7 năm 2011. Truy cập ngày 18 tháng 1 năm 2007 – qua Texas Tech University.
- Snepp, Frank (1977). Decent Interval: An Insider's Account of Saigon's Indecent End Told by the CIA's Chief Strategy Analyst in Vietnam (bằng tiếng Anh). Random House. ISBN 0-394-40743-1.
- Tambini, Anthony J. (2001). F-5 Tigers Over Vietnam (bằng tiếng Anh). Boston: Branden Books. ISBN 978-0-8283-2059-7.
- Tăng Quỳnh Diệp (2008).  《越戰憶往口述歷史》 [Hồi ức chiến tranh Việt Nam qua lời kể] (bằng tiếng Trung). Đài Bắc: Bộ Quốc phòng Trung Hoa Dân Quốc [中華民國國防部]. ISBN 9789860137552.
- Tanner, Stephen (2000). Epic Retreats: From 1776 to the Evacuation of Saigon (bằng tiếng Anh). Sarpedon. ISBN 1-885119-57-7. (See especially p. 273 and on.)
- Terzani, Tiziano (1976). Giai Phong! The Fall and Liberation of Saigon (bằng tiếng Anh). Angus & Robertson (U.K.) Ltd. ISBN 0207957126.
- Tobin, Thomas (1978). USAF Southeast Asia Monograph Series Volume IV Monograph 6: Last Flight from Saigon (bằng tiếng Anh). US Government Printing Office. ISBN 978-1-4102-0571-1.
- Todd, Olivier (1990) [1987 (in French)]. Cruel April: The Fall of Saigon (bằng tiếng Anh). W. W. Norton & Company. ISBN 0-393-02787-2.
- Trần Hồng Du (2009).  《越南近現代史》 [Lịch sử cận đại Việt Nam] (bằng tiếng Trung). Đài Bắc: Nhà Biên tập và Biên soạn Quốc gia [國立編譯館]. ISBN 9789860184044.
- Tucker, Spencer C., biên tập (1998). Encyclopedia of the Vietnam War: A Political, Social, and Military History (bằng tiếng Anh). Oxford University Press. ISBN 0-874-36983-5.
- Văn Tiến Dũng (1977). Our Great Spring Victory: An Account of the Liberation of South Vietnam (bằng tiếng Anh). Monthly Review Press. ISBN 0-85345-409-4.
- Veith, George (2012). Black April The Fall of South Vietnam 1973–75 (bằng tiếng Anh). Encounter Books. ISBN 9781594035722.
- Viên Văn Tĩnh (1977).  《越南戰爭史》 [Lịch sử chiến tranh Việt Nam] (bằng tiếng Trung). Đài Bắc: Tòa soạn Tuần san Thời cuộc Quốc tế [國際現勢周刊社].
- Willbanks, James H. (2004). Abandoning Vietnam: How America Left and South Vietnam Lost Its War (bằng tiếng Anh). University Press of Kansas. ISBN 978-0-7006-1331-1.

#### Tiếng Việt
- Bộ tư lệnh Quân khu 9 (2002). Công tác Đảng, công tác chính trị lực lượng vũ trang quân khu IX: Đồng bǎ̀ng sông Cửu Long 1945-2000. Nhà xuất bản Quân đội nhân dân.{{Chú thích sách}}:  Quản lý CS1: tên số: danh sách tác giả (liên kết)
- Bộ Quốc phòng (2008). Lịch sử kháng chiến chống Mỹ, cứu nước (1954-1975), tập VIII. Hà Nội: Nhà xuất bản Chính trị quốc gia.
- Nguyễn Duy Tường (2005). Đại thắng mùa xuân, 1975: Chiến thắng của sức mạnh Việt Nam. Hà Nội: Nhà xuất bản Quân đội nhân dân. OCLC 607504757.
- Nguyễn Duy Tường (2010). Đại thắng mùa xuân, 1975: Toàn cảnh và sự kiện. Hà Nội: Nhà xuất bản Quân đội nhân dân.
- Phạm Gia Đức; Phạm Quang Định (2004). Lịch sử Quân đoàn 2 (1974–2004). Hà Nội: Nhà xuất bản Quân đội nhân dân.
- Phạm Huy Hương; Phạm Bá Toàn (2005). Chiến dịch Hồ Chí Minh trang sử vàng qua các trận đánh. Hà Nội: Nhà xuất bản Quân đội nhân dân.
- Tô Huy Rứa (2011). Lịch sử Nam bộ kháng chiến – Tập II. Hà Nội: Nhà xuất bản Chính trị quốc gia.

### Báo chí
- Adams, E. G. "The Beginning of the End" (bằng tiếng Anh). Air America. Bản gốc lưu trữ ngày 20 tháng 7 năm 2011.
- Agence France-Presse (ngày 24 tháng 4 năm 2015). "Pride and obscurity: the historic crew of Vietnam's 'Tank 390'". Bangkok Post (bằng tiếng Anh). Bản gốc lưu trữ ngày 30 tháng 4 năm 2023. Truy cập ngày 14 tháng 1 năm 2022.
- Bảo Anh; Nguyễn Huế; Phước Sáng (ngày 22 tháng 4 năm 2025). "Tướng Phạm Xuân Thệ kể lời đầu tiên nói với ông Dương Văn Minh ở dinh Độc Lập". VietNamNet. Truy cập ngày 27 tháng 4 năm 2025.
- Bùi Thanh; Lam Điền (ngày 28 tháng 4 năm 2007). "Nhân chứng đặc biệt - Kỳ 1: Trung tá Tùng hay đại úy Thệ?". Tuổi Trẻ. Truy cập ngày 27 tháng 4 năm 2025.
- Butterfield, Fox (ngày 2 tháng 4 năm 1975). "Many Americans Quit Vietnam; U.S. Denies Evacuation Orders". The New York Times (bằng tiếng Anh). Lưu trữ bản gốc ngày 16 tháng 8 năm 2021. Truy cập ngày 16 tháng 8 năm 2021.
- Butterfield, Fox (ngày 8 tháng 8 năm 2001). "Duong Van Minh, 85, Saigon Plotter, Dies". The New York Times (bằng tiếng Anh). Lưu trữ bản gốc ngày 27 tháng 11 năm 2012. Truy cập ngày 29 tháng 11 năm 2012.
- Esper, George (ngày 29 tháng 4 năm 1975). "Copters Ending Vietnam Era". The Washington Star (bằng tiếng Anh). The Washington Star.
- Hà Linh (ngày 8 tháng 4 năm 2025). "Phi công ném bom Dinh Độc Lập: Trọn vẹn nhất là Sài Gòn nguyên vẹn ngày 30/4". VTC News. Truy cập ngày 25 tháng 4 năm 2025.
- Halstead, Dirk (2000). "White Christmas - The Fall of Saigon" (bằng tiếng Anh). The Digital Journalist.
- Leeker, Dr. Joe F. (2009). "Air America in South Vietnam III: The Collapse" (PDF) (bằng tiếng Anh). University of Texas at Dallas. tr. 30. Bản gốc (PDF) lưu trữ ngày 5 tháng 11 năm 2010. Truy cập ngày 18 tháng 1 năm 2014.
- Ngọc Lan (ngày 26 tháng 4 năm 2020). "Little Saigon lặng lẽ tưởng niệm 45 năm 30/4 vì Covid-19 bao trùm". BBC News Tiếng Việt. Westminster. Truy cập ngày 25 tháng 4 năm 2025.
- Nguyễn Năng Lực (ngày 10 tháng 5 năm 2020). "Chính ủy Bùi Văn Tùng và chuyện công bằng với lịch sử". Lao Động. Truy cập ngày 27 tháng 4 năm 2025.
- Oliver, Myrna (ngày 8 tháng 8 năm 2001). "Duong Van Minh; Last President of S. Vietnam". Los Angeles Times (bằng tiếng Anh). Lưu trữ bản gốc ngày 4 tháng 10 năm 2012. Truy cập ngày 11 tháng 10 năm 2009.
- Smith, Homer D. (ngày 22 tháng 5 năm 1975). "The Final Forty-Five Days in Vietnam" (PDF). vietnam.ttu.edu (bằng tiếng Anh). Bản gốc (PDF) lưu trữ ngày 20 tháng 7 năm 2011. Truy cập ngày 16 tháng 1 năm 2007.
- Ryan, Jane (ngày 8 tháng 9 năm 2015). "Revered war cameraman Neil Davis remembered". ABC News (bằng tiếng Anh). Lưu trữ bản gốc ngày 14 tháng 1 năm 2022. Truy cập ngày 14 tháng 1 năm 2022.
- Schudel, Matt (ngày 31 tháng 3 năm 2014). "Thomas Polgar, CIA official during the fall of Saigon, dies". The Washington Post (bằng tiếng Anh). Lưu trữ bản gốc ngày 9 tháng 3 năm 2016. Truy cập ngày 24 tháng 11 năm 2016.
- Nguyen Ha Minh (ngày 29 tháng 4 năm 2015). "Vietnam's war heroes get star treatment 40 years after fall of Saigon". The Sydney Morning Herald (bằng tiếng Anh). Lưu trữ bản gốc ngày 14 tháng 1 năm 2022. Truy cập ngày 14 tháng 1 năm 2022.
- Thành Duy (ngày 27 tháng 6 năm 2013). "Người anh hùng trong lòng đồng đội". Quân đội nhân dân. Truy cập ngày 27 tháng 4 năm 2025.
- Trang Anh (ngày 14 tháng 4 năm 2025). "Chuỗi chương trình nghệ thuật đặc sắc kỷ niệm 50 năm Ngày Giải phóng miền nam, thống nhất đất nước". Nhân Dân. Truy cập ngày 25 tháng 4 năm 2025.
- Trần Đăng Khoa (ngày 7 tháng 7 năm 2021). "Một sự thật lịch sử". Tuổi Trẻ Thủ Đô. Truy cập ngày 27 tháng 4 năm 2025.
- Weinraub, Bernard (ngày 1 tháng 4 năm 1975). "Attack on Saigon Feared; Danang Refugee Sealift is Halted by Rocket Fire". The New York Times (bằng tiếng Anh). tr. 1. ISSN 0362-4331. Truy cập ngày 7 tháng 7 năm 2024.

### Đa phương tiện
- Ellison, Richard (nhà sản xuất) (ngày 2 tháng 2 năm 1981). "Vietnam: A Television History; Interview with Bui Tin [2], 1981". WGBH Educational Foundation (bằng tiếng Anh). Lưu trữ bản gốc ngày 14 tháng 1 năm 2022. Truy cập ngày 14 tháng 1 năm 2022.
- Nguyễn Thùy Trang (phóng viên) (ngày 2 tháng 6 năm 2021). Sự thật về người soạn thảo bản đầu hàng cho Tổng thống Dương Văn Minh trưa 30/4/1975. VTC1 - TIN TỨC. Truy cập ngày 27 tháng 4 năm 2025 – qua YouTube.